# Kamsar
 (juillet 2023).
Kamsar, petit village de pêcheurs à l'origine, est une ville du nord-ouest de Guinée située à environ 3 heures et demie en voiture au nord de Conakry, dans l'estuaire du Rio Nunez, sur l'océan Atlantique. C'est un centre industriel de la Compagnie des bauxites de Guinée (CBG) en connexion ferroviaire avec le plateau du Sangarédi proche, qui est l'une des plus grandes réserves mondiales de bauxite.

## Urbanisme
La ville industrielle de Kamsar est en grande partie détenue par la CBG. La ville moderne fait place à de grandes avenues éclairées et bordées de maisons individuelles réservées aux cadres expatriés ou locaux. Des maisons plus modestes, bâties en dur, sont réservées aux travailleurs de ladite entreprise.
À quelques kilomètres de la cité minière, Kamsar Village est une longue bande de maisons de fortune situées le long de la route principale qui mène à Boké à une cinquantaine de kilomètres.
La ville de Kamsar est l'une des villes de taille moyenne les mieux organisées du pays. Elle dispose, grâce à l'implantation de la CBG, d'un accès permanent à l'électricité et à l'eau courante. Un hôpital moderne est également disponible pour la population. C'est une sous-préfecture avec une population qui dépasse largement 360 000 habitants et relève de la préfecture de Boké.

## Subdivision administrative
| Période                        | Identité             | Parti |
| ------------------------------ | -------------------- | ----- |
| 1er octobre 2019 à nos jours   | Chérif Kibola Camara | UFR   |
| 11 février au 1er octobre 2019 | Bocar Morin Camara   | UFDG  |
| Octobre 2019 à nos jours       | Cherif Kibola Camara | UFR   |

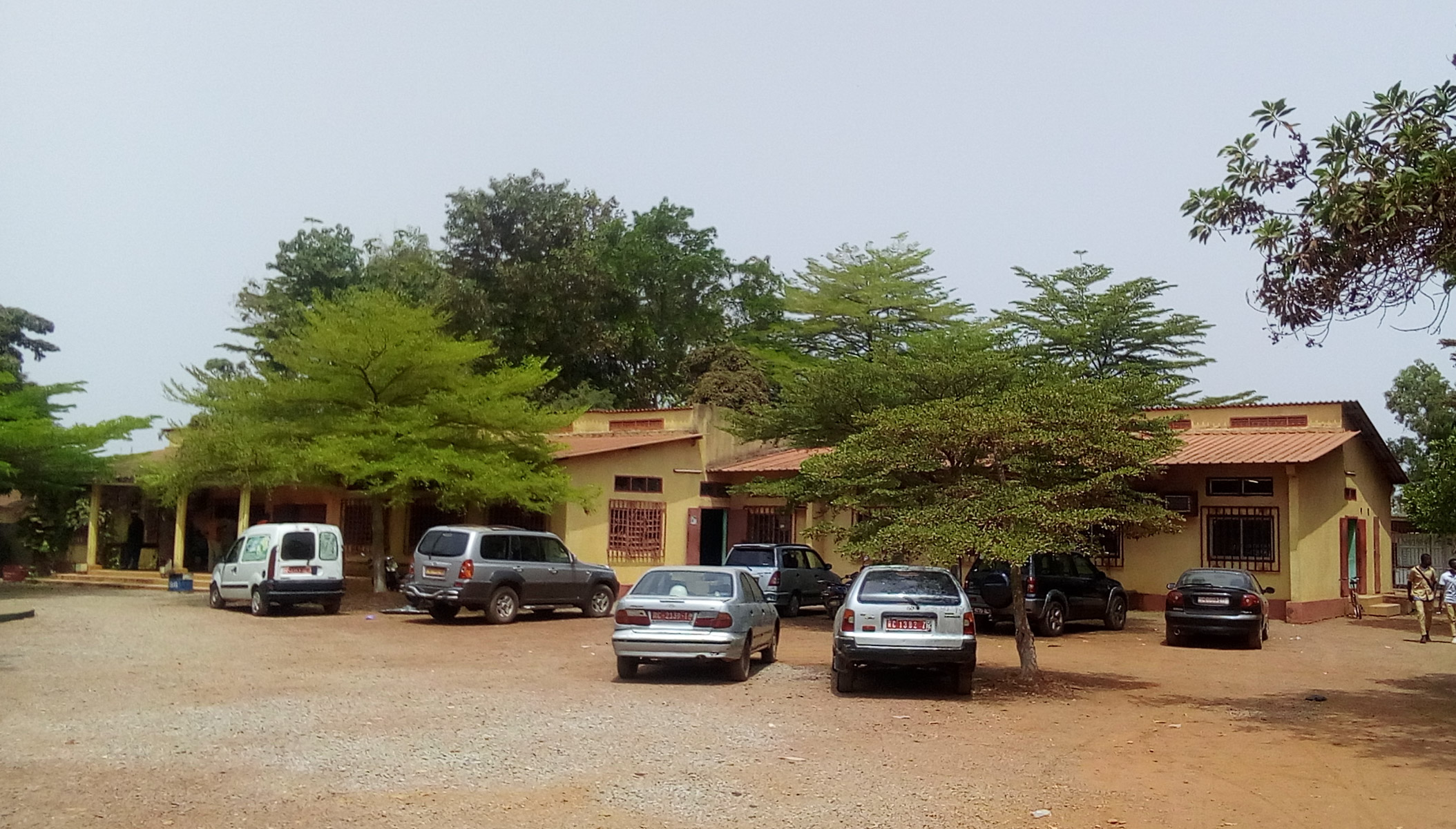
Parking de la sous-préfecture.

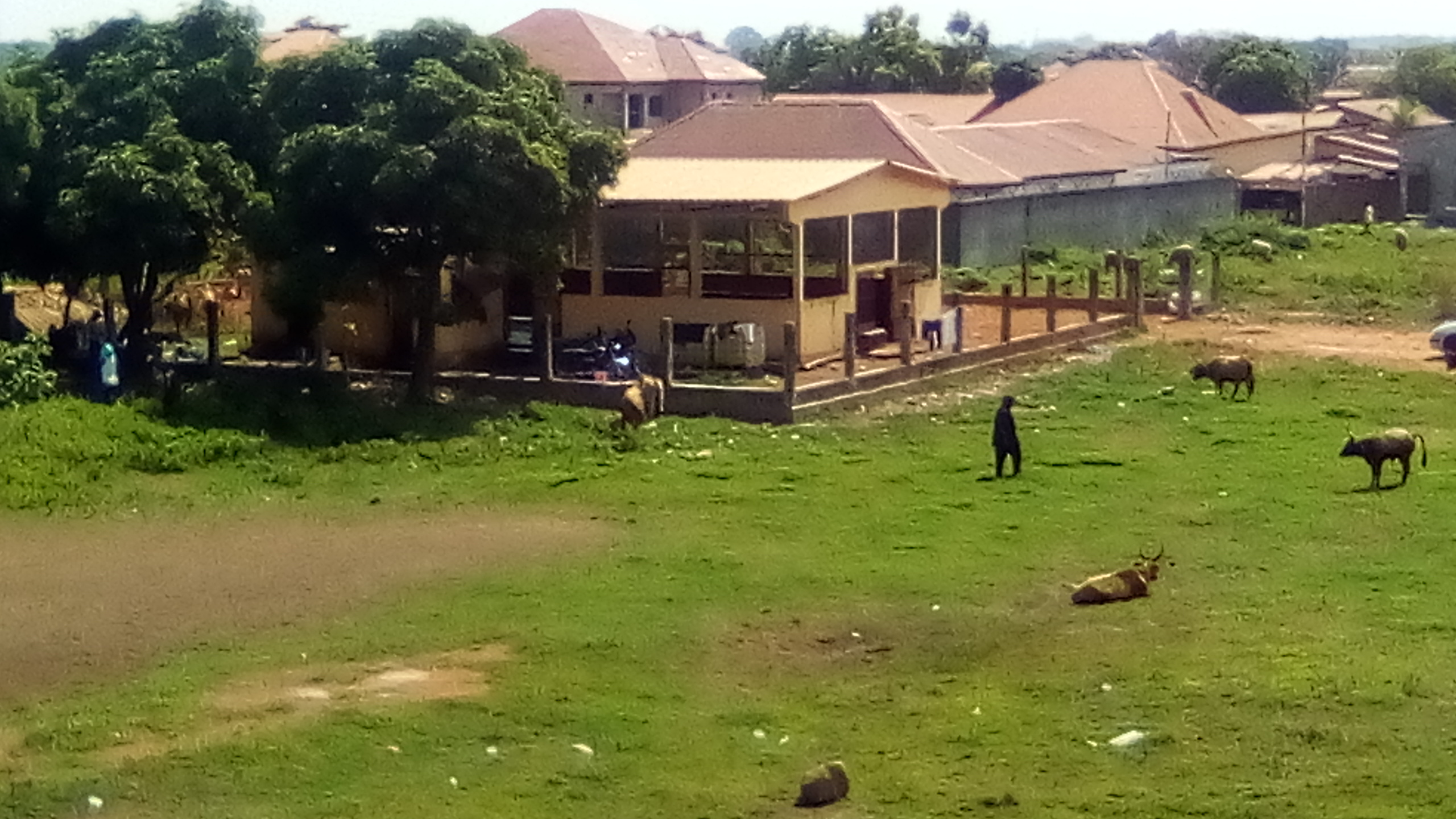
Abattoir.

Depuis le mois d'octobre 2019, à la suite du décès de Bocar Morin Camara, la mairie est dirigée par Cherif Kibola Camara, de l'UFR.

## Climat et végétation

### Climat
La sous-préfecture de Kamsar sur la côte atlantique possède un climat dominé par les vents marins et connait l'alternance de deux saisons : une saison pluvieuse, de juin à novembre, et une saison sèche en décembre.

### Relief et hydrographie
À Kamsar, s'étend une plaine côtière large de 50 km environ. De nombreuses rivières arrosent cette plaine avant de se jeter à la mer sous l'appellation portugaise de rio. Ces rios sont navigables en toutes saisons.

### Végétation
La végétation est dominée par la mangrove, des palétuviers de 5 à 10 m de haut. C'est aussi le domaine des palmiers et des cocotiers.

Environnement.
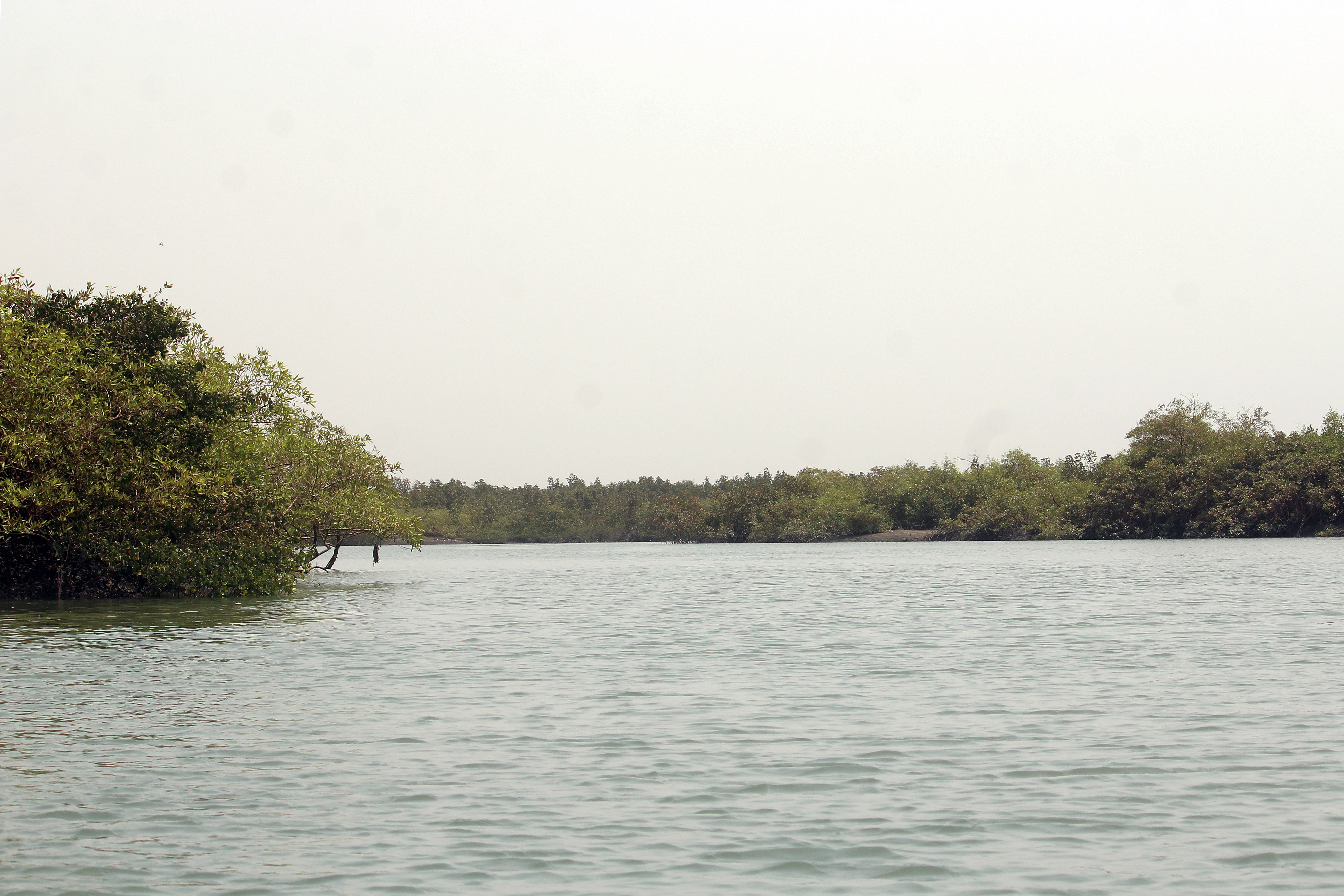
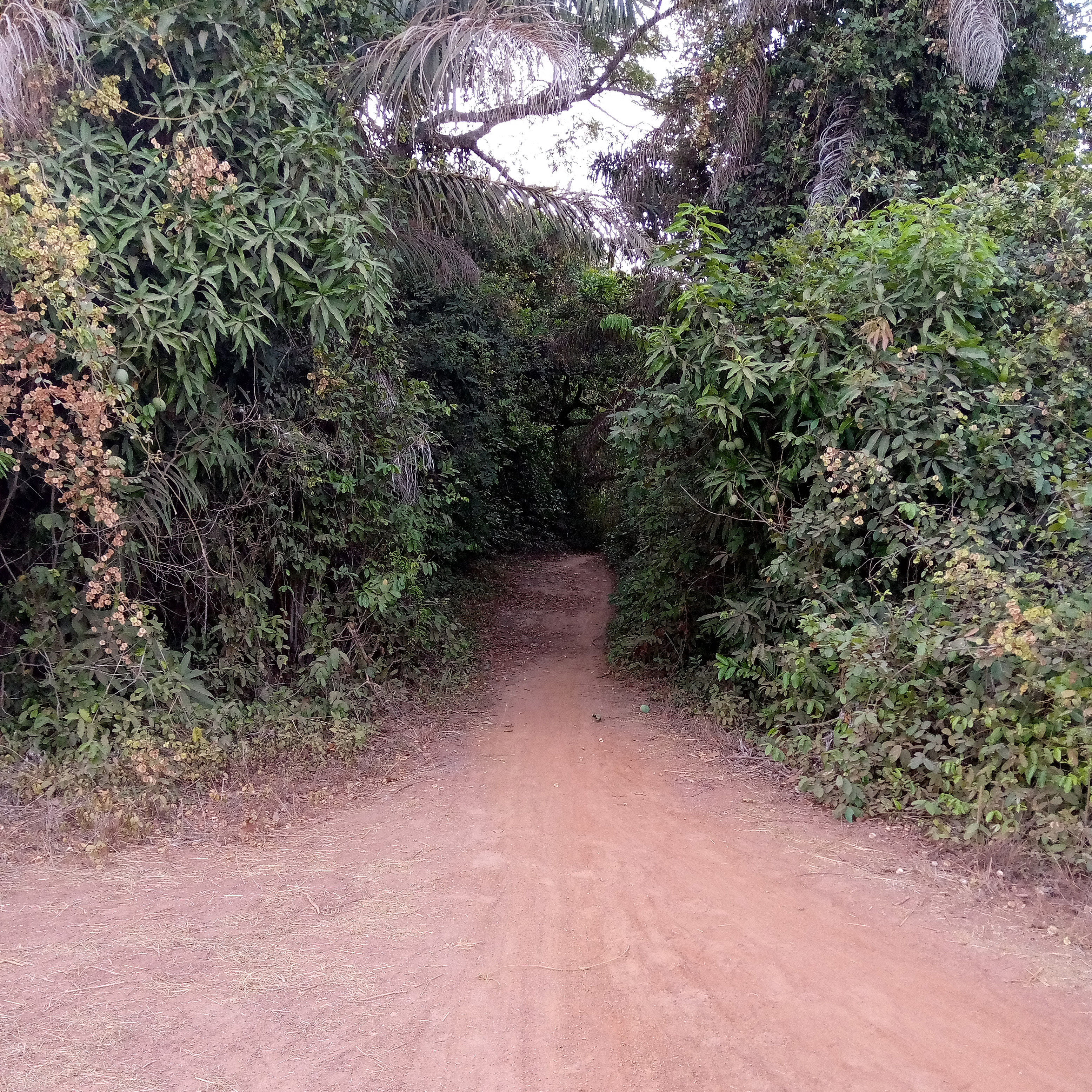
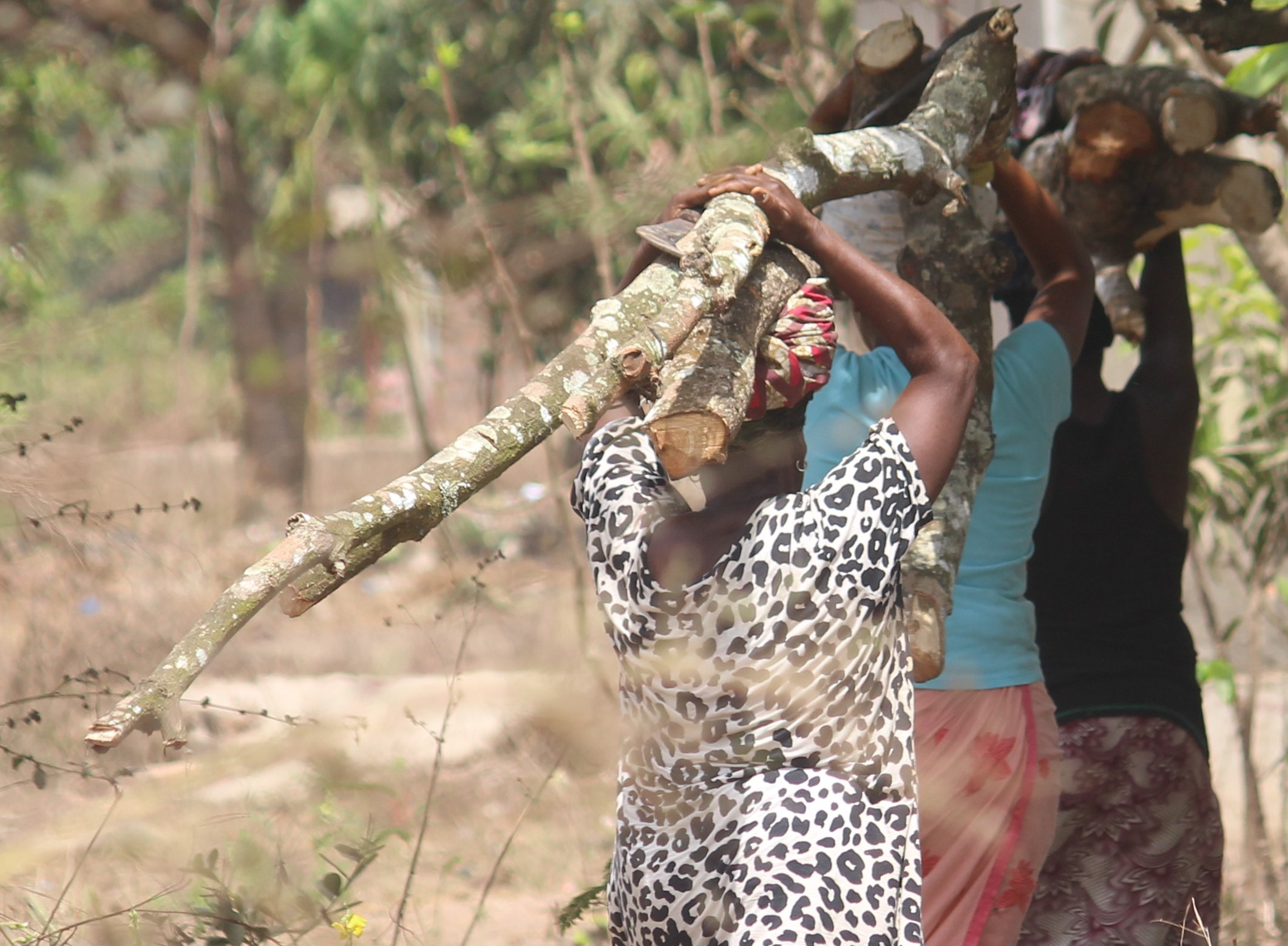
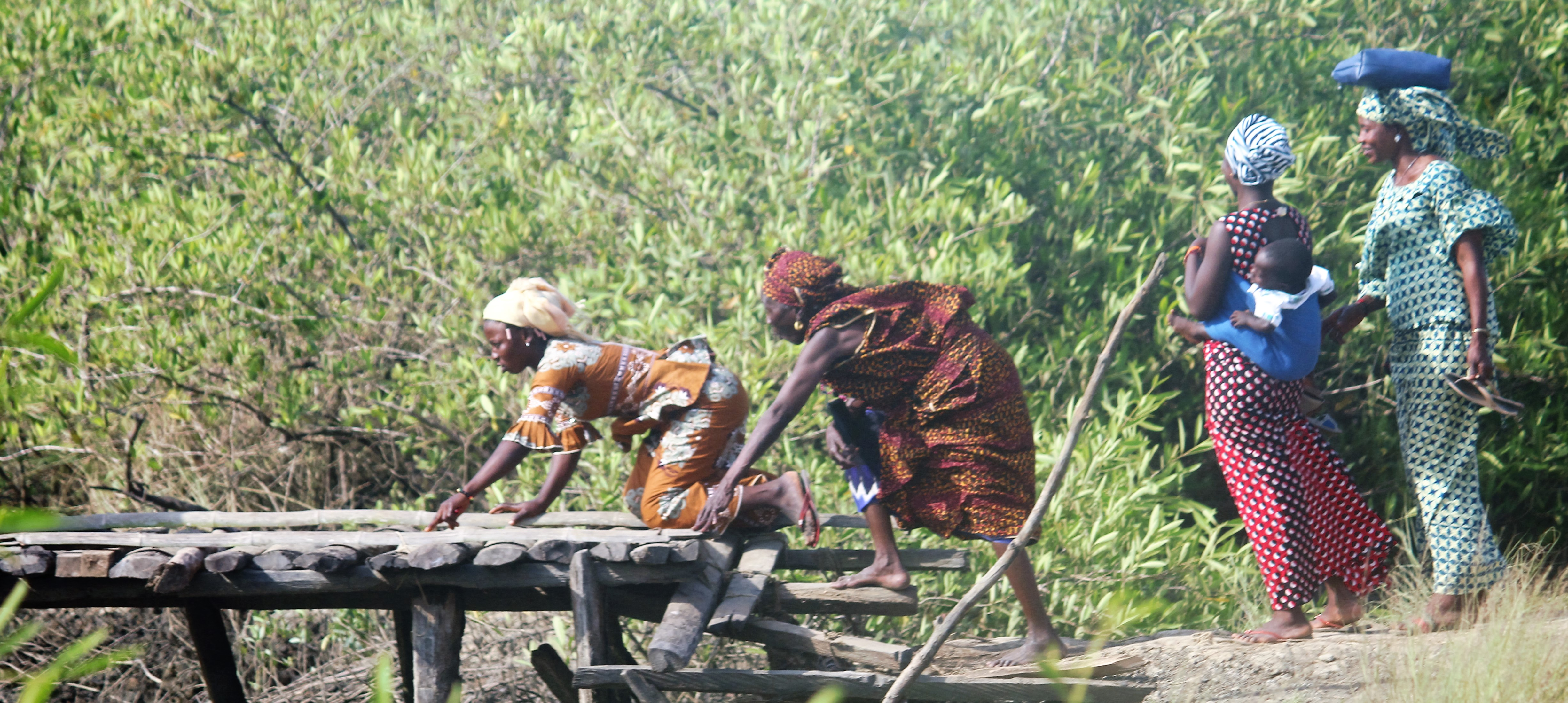
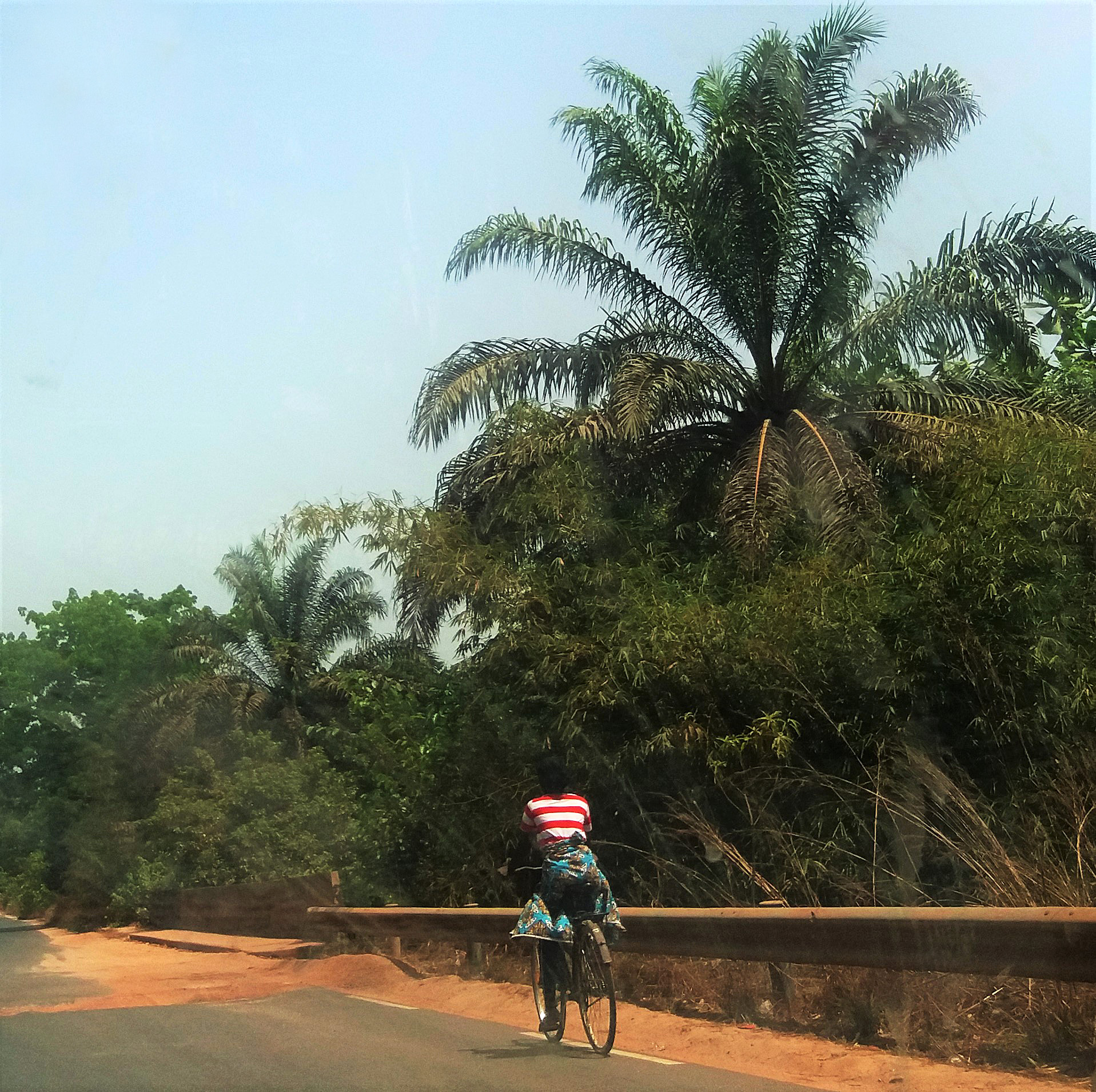

## Population
En 2016, la localité comptait 135 000 habitants.

### Pêche

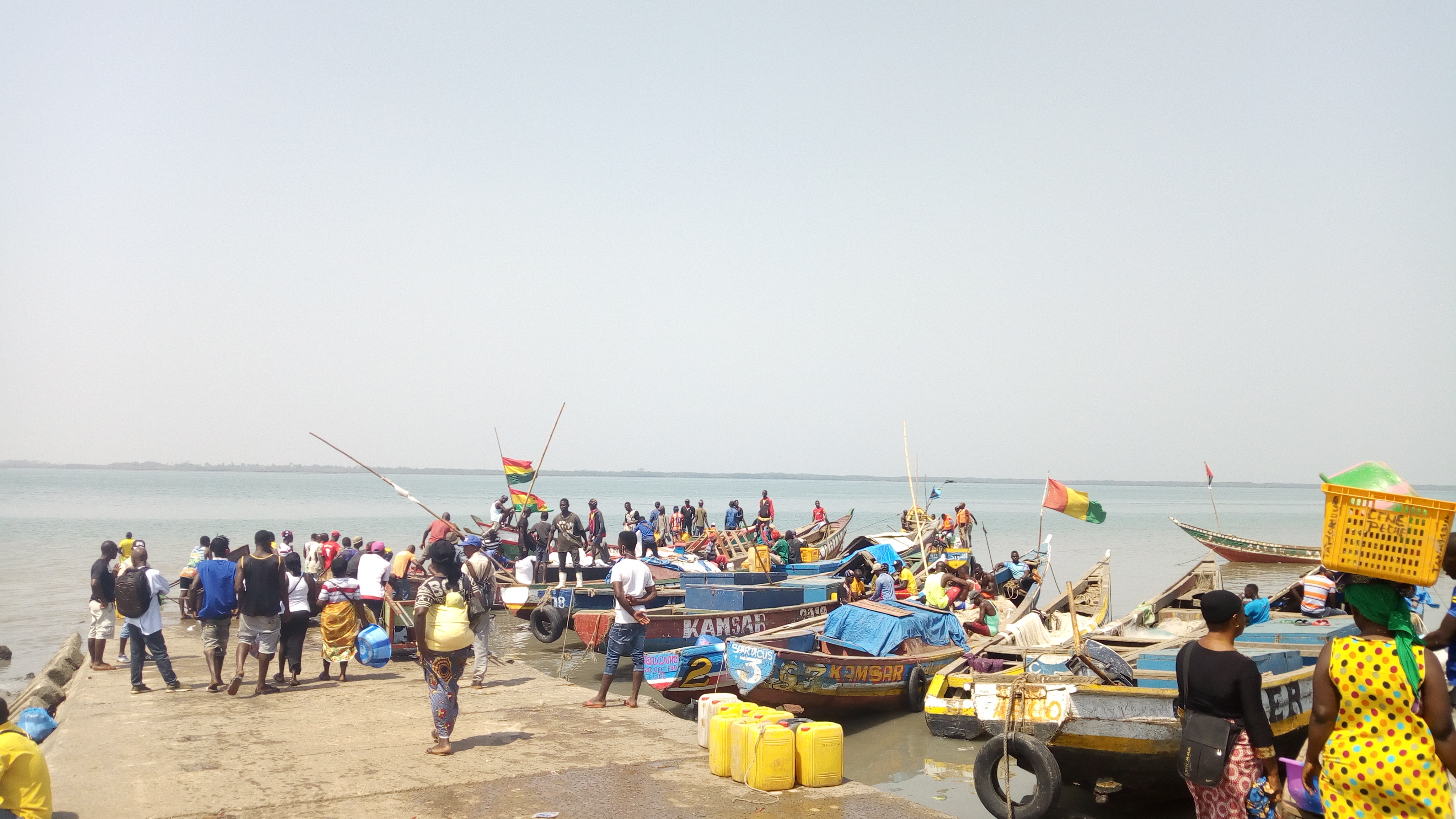
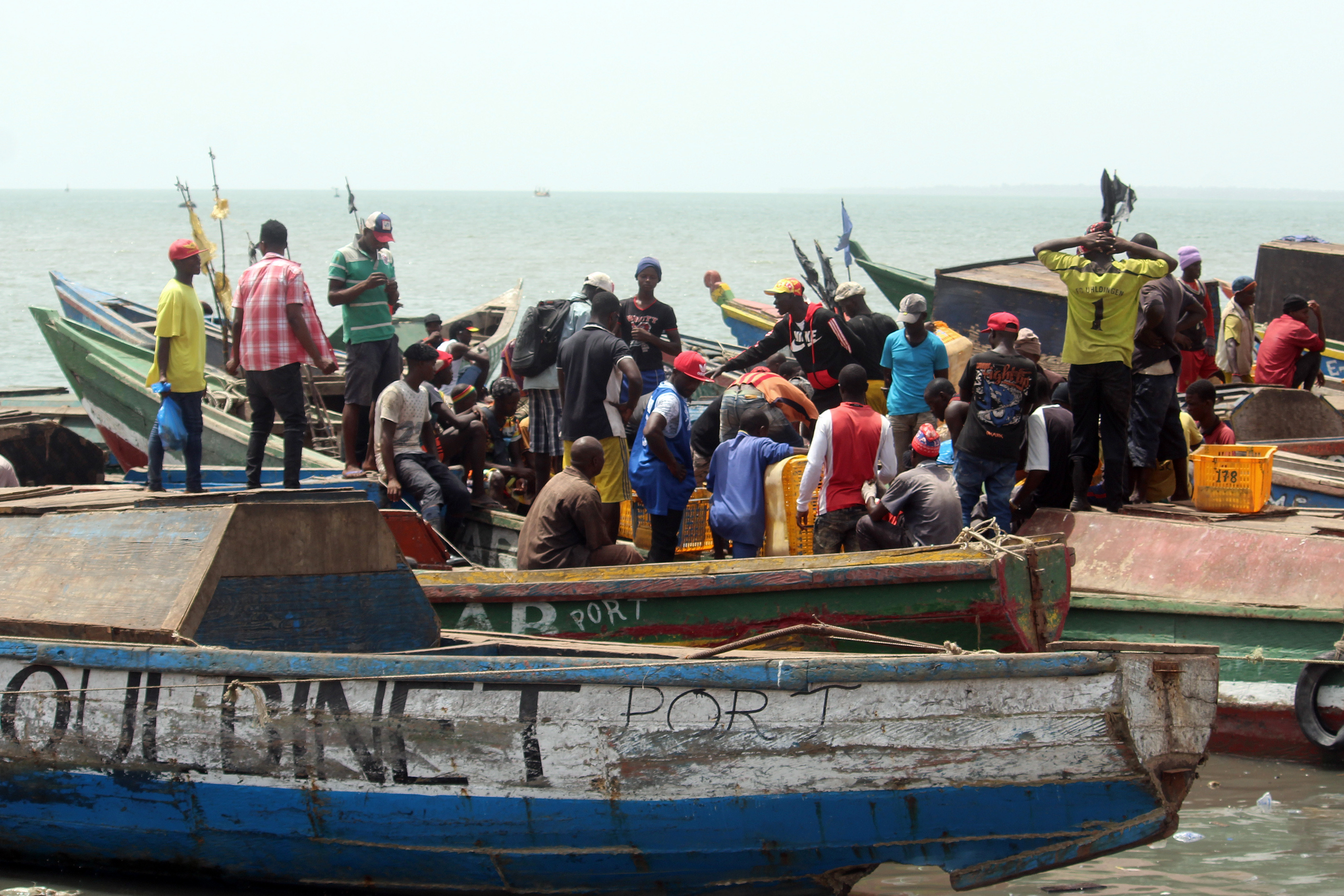
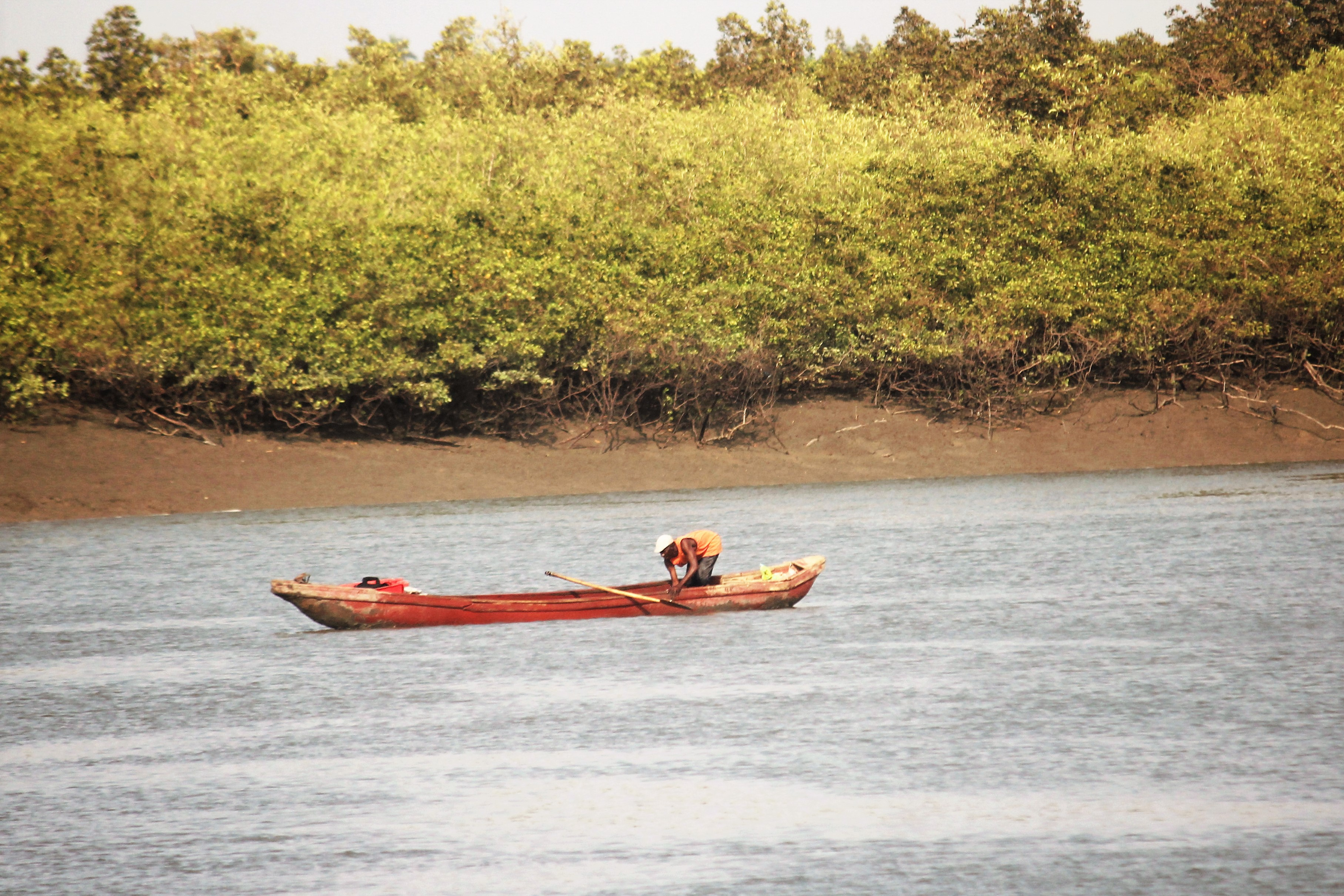

### Démographie
| 1996   | 1997 | 1998 | 1999 | 2000 | 2001 | 2002 | 2003 | 2004 |
| ------ | ---- | ---- | ---- | ---- | ---- | ---- | ---- | ---- |
| 68 999 | -    | -    | -    | -    | -    | -    | -    | -    |

| 2005 | 2006 | 2007 | 2008 | 2009 | 2010 | 2011 | 2012 | 2013 |
| ---- | ---- | ---- | ---- | ---- | ---- | ---- | ---- | ---- |
| -    | -    | -    | -    | -    | -    | -    | -    | -    |

| 2014 | 2015 | 2016 | 2017 | 2018 | 2019 | 2020 | 2021 | - |
| ---- | ---- | ---- | ---- | ---- | ---- | ---- | ---- | - |
| -    | -    | -    | -    | -    | -    | -    | -    | - |

## Économie

### Élevage

Troupeaux en zone urbaine.
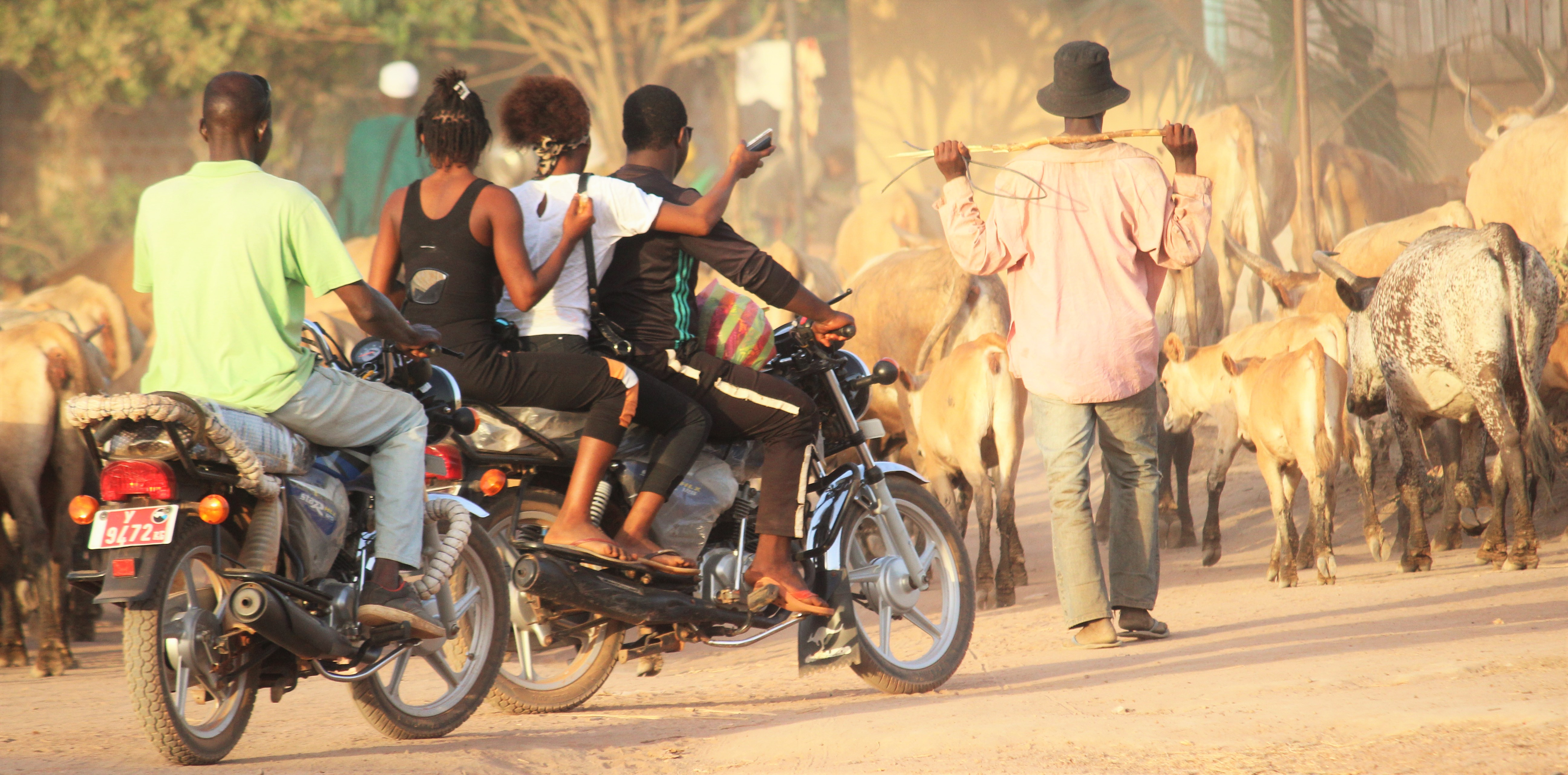
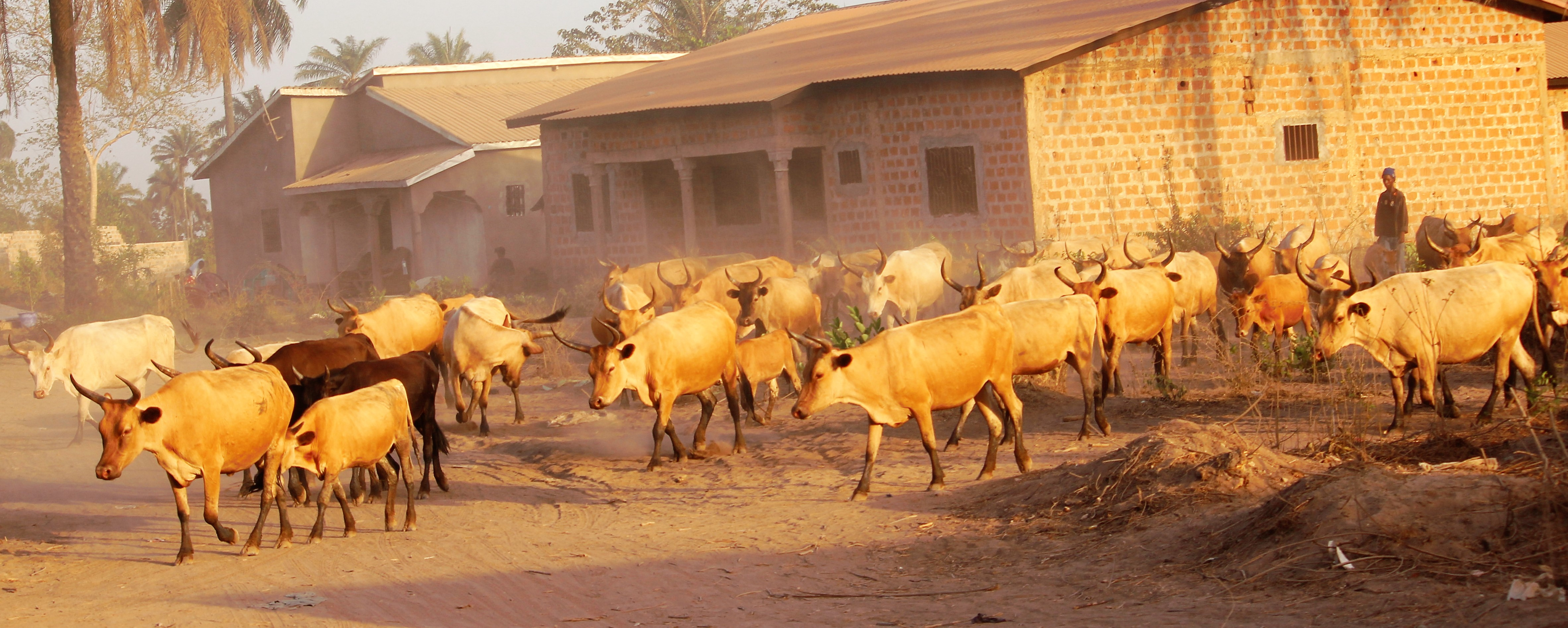

### Industrie

Installations de la Compagnie des bauxites de Guinée.
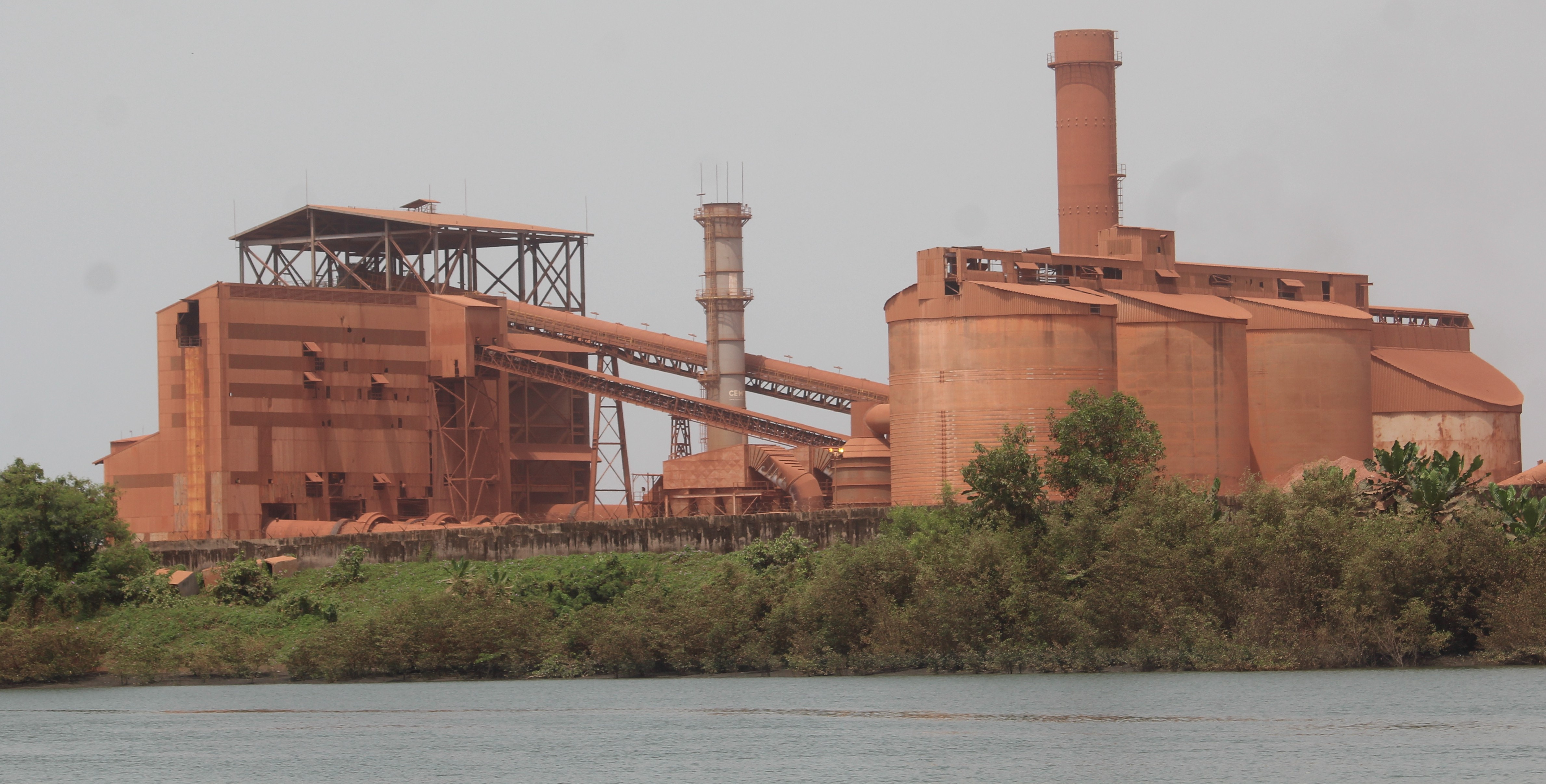
vue des installations de la CBG
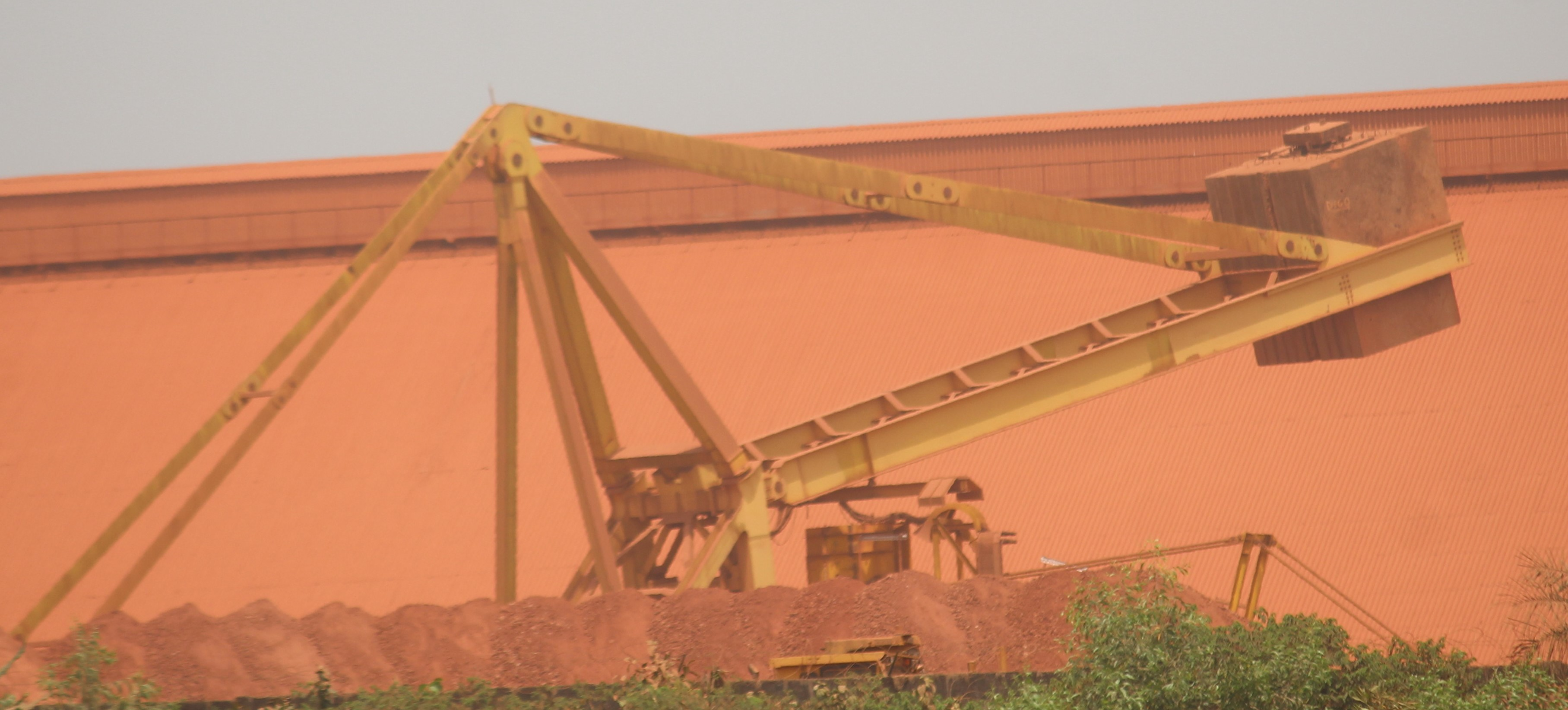
vue des installations de la CBG
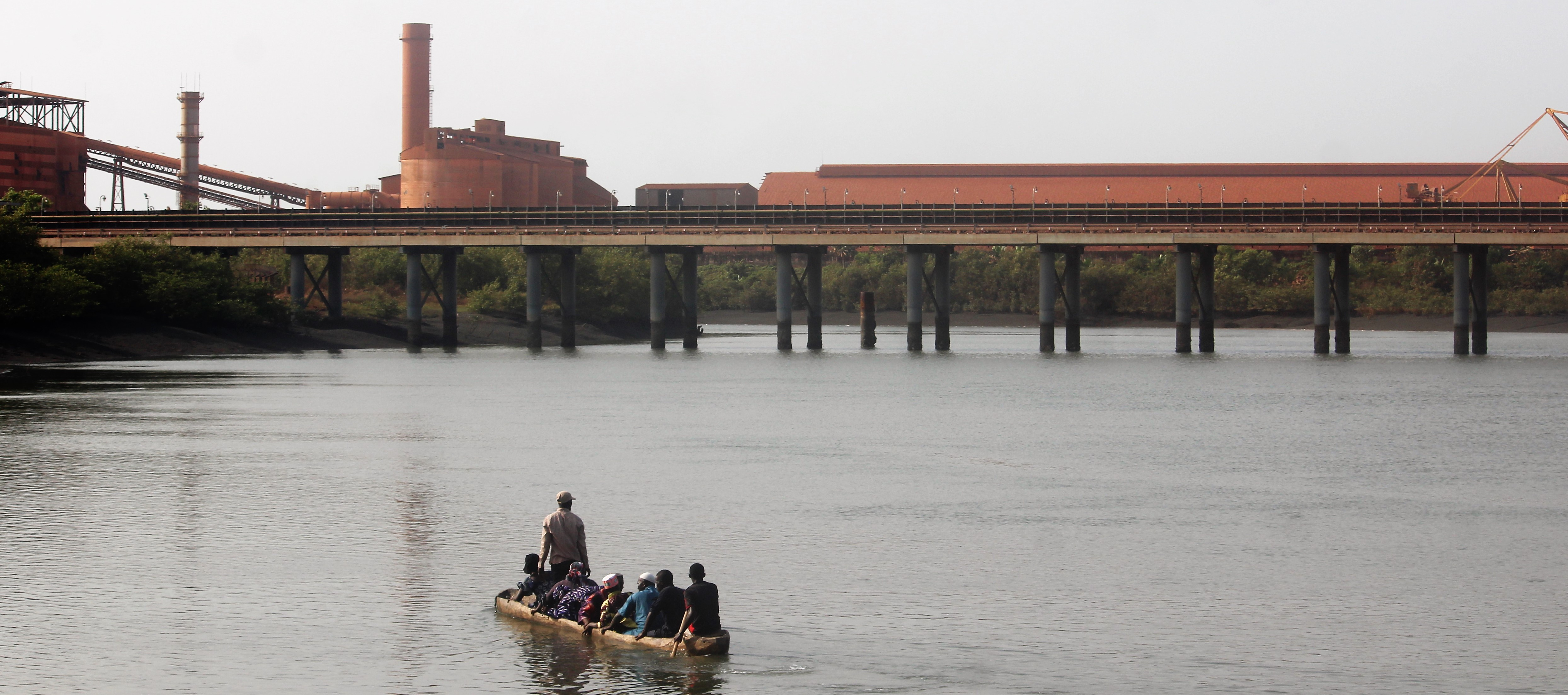
vue sur le fleuve des installations de la CBG
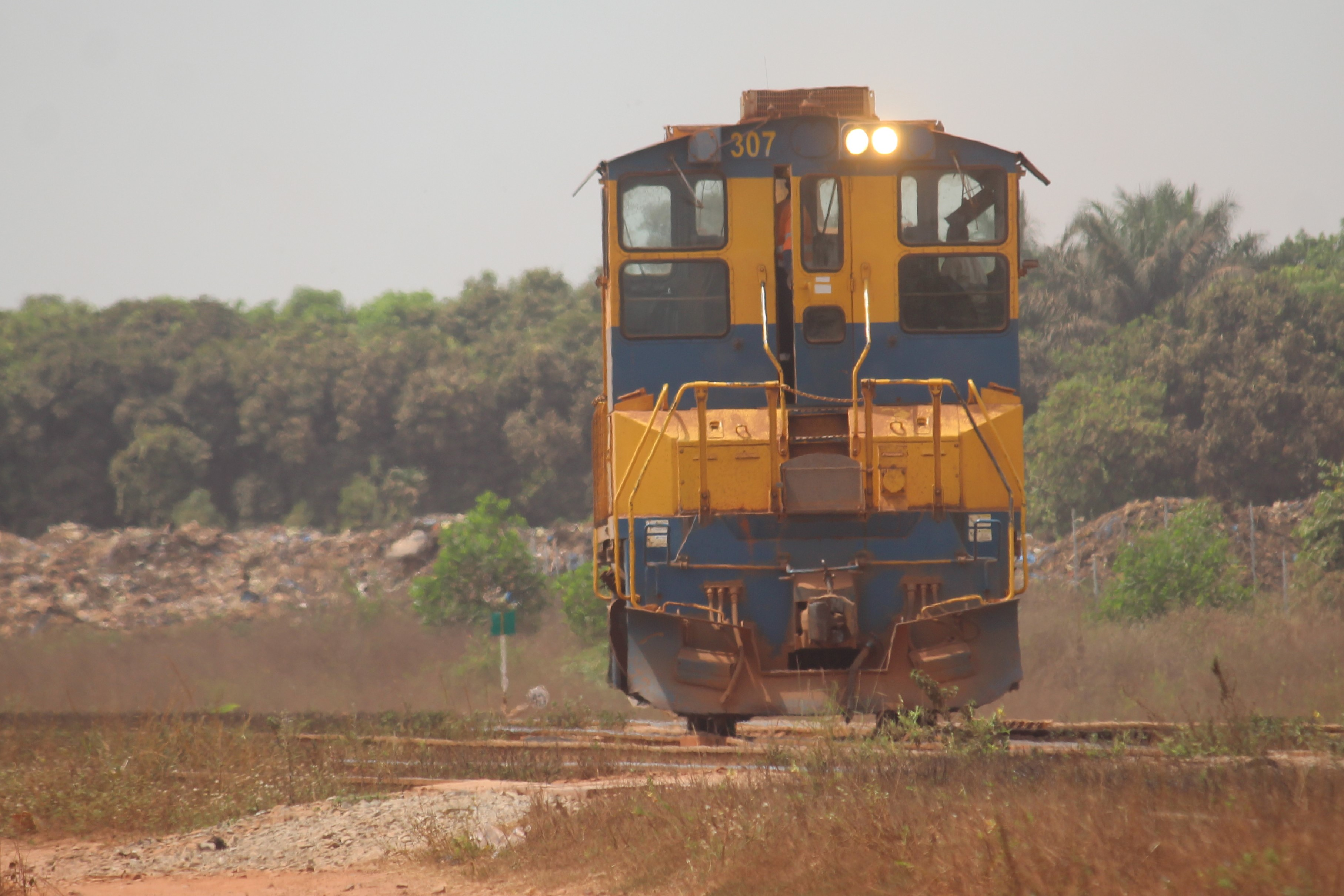

### Commerce
Avec l'implantation de la CBG le commerce reste une activité rentable surtout au marché Sahara, le commerce est pratiqué par toutes les couches sociales.

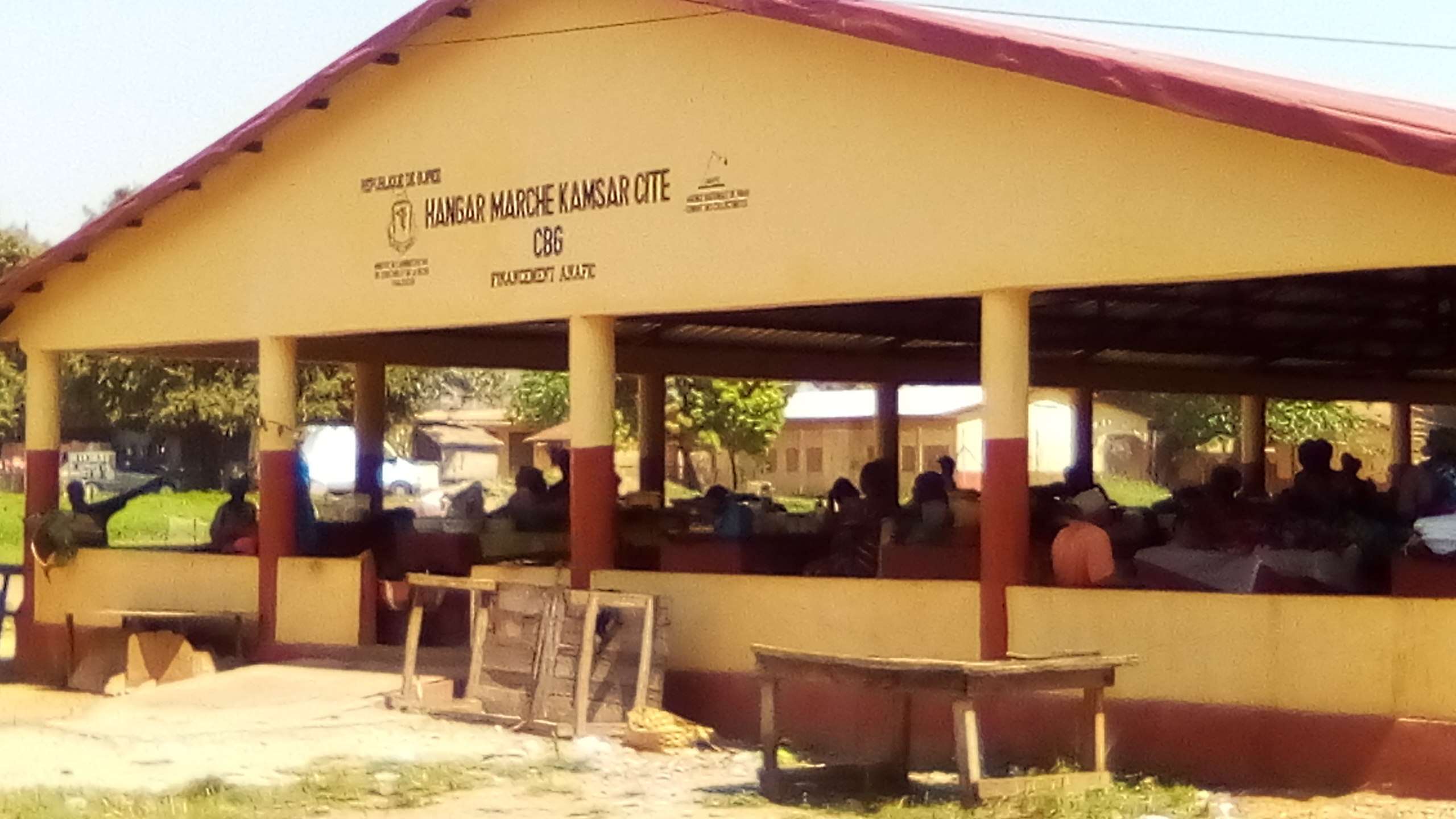

## Éducation
Avec un nombre important d'enfants et adolescents en âge d’aller à l’école, la sous-préfecture de Kamsar représente un défi pour les acteurs du système éducatif de la république de Guinée. Il existe une cinquantaine de structures éducatives (privées, publiques, religieuses) dans la commune rurale, les plus connus étant le lycée Filima, collège kassongoni le groupe scolaire cdt Lansana Camara, lycée Amadou Mathar M'Bow, le lycée Roi Mohamed VI, le lycée Hamdallaye, lycée N'Dama et l'institut Nensy et Youmba. Mais il existe un fort déficit d’écoles primaires et secondaires publiques. Ce manque se manifeste surtout dans les quartiers populaires, notamment dans la haute banlieue Kamakouloun et ses environs.
Il existe de grandes disparités entre la qualité de l’encadrement dans le secteur public et privé. Les écoles primaires publiques ont en moyenne 70 élèves par classes contre 35 à 40 pour les écoles privées.

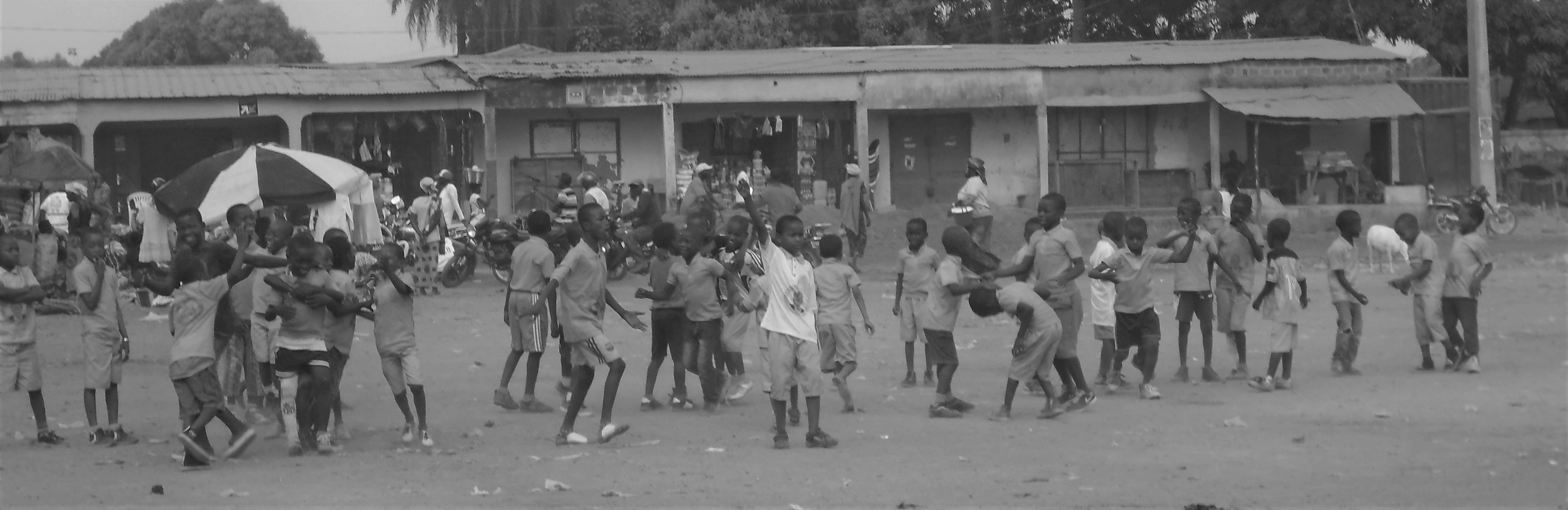
Cour d'école primaire.
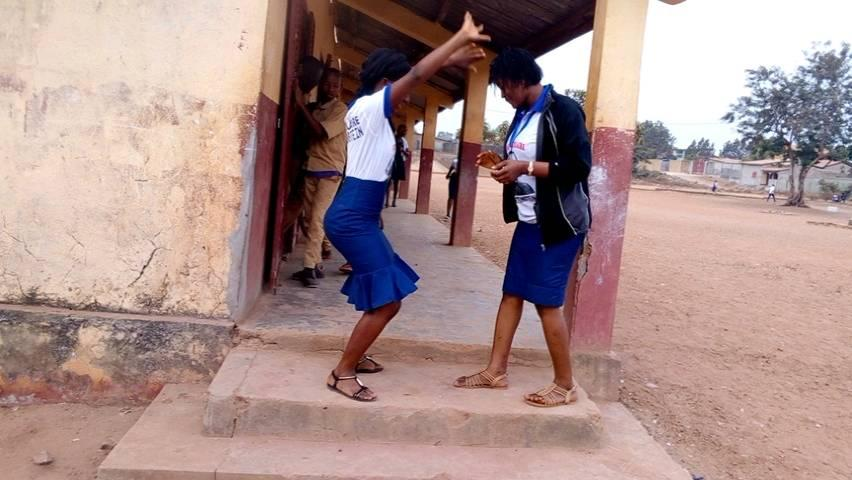
Jeux de grandes.
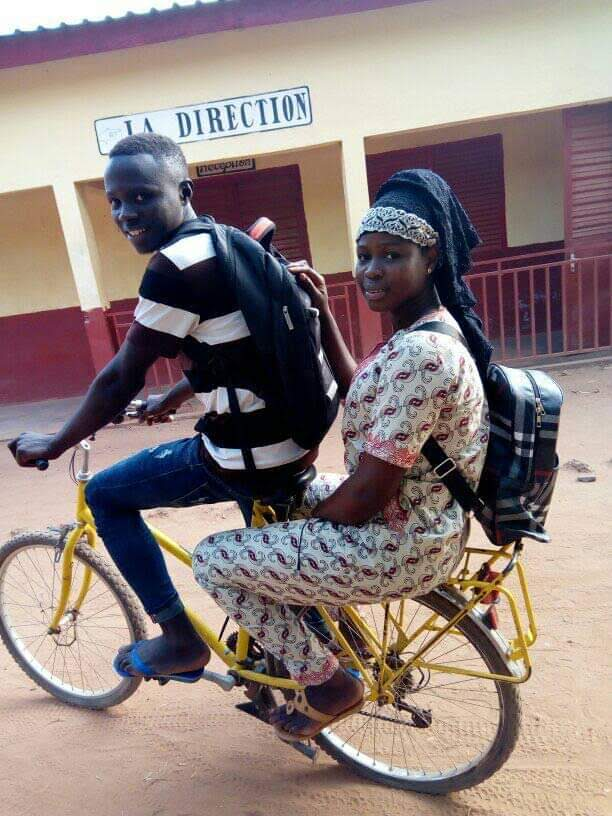
À vélo.
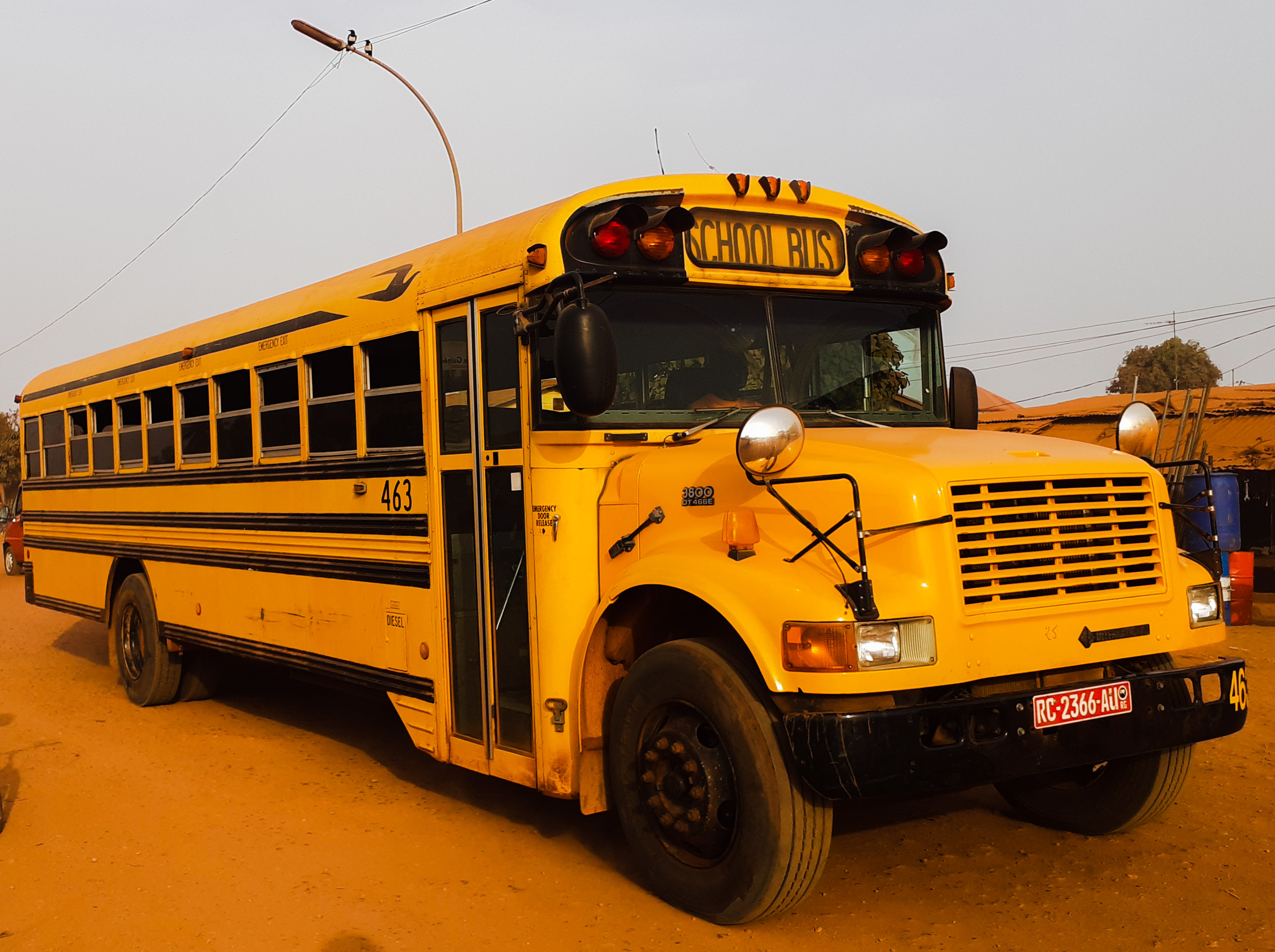
Ramassage scolaire.

## Santé

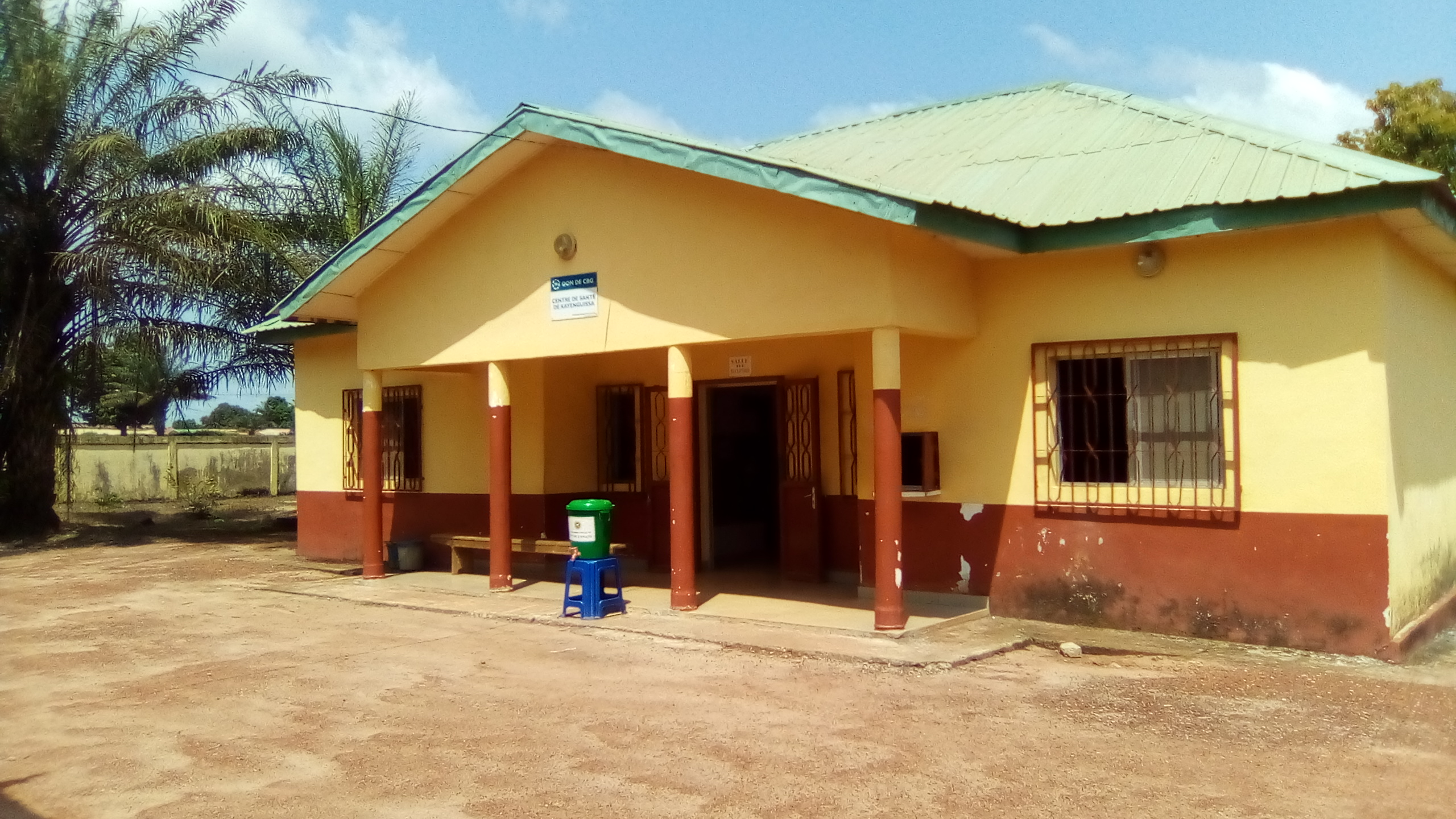

la ville de Kamsar est doté d'un certain nombre d'hôpitaux et centre de santé dans son entourage tels que :

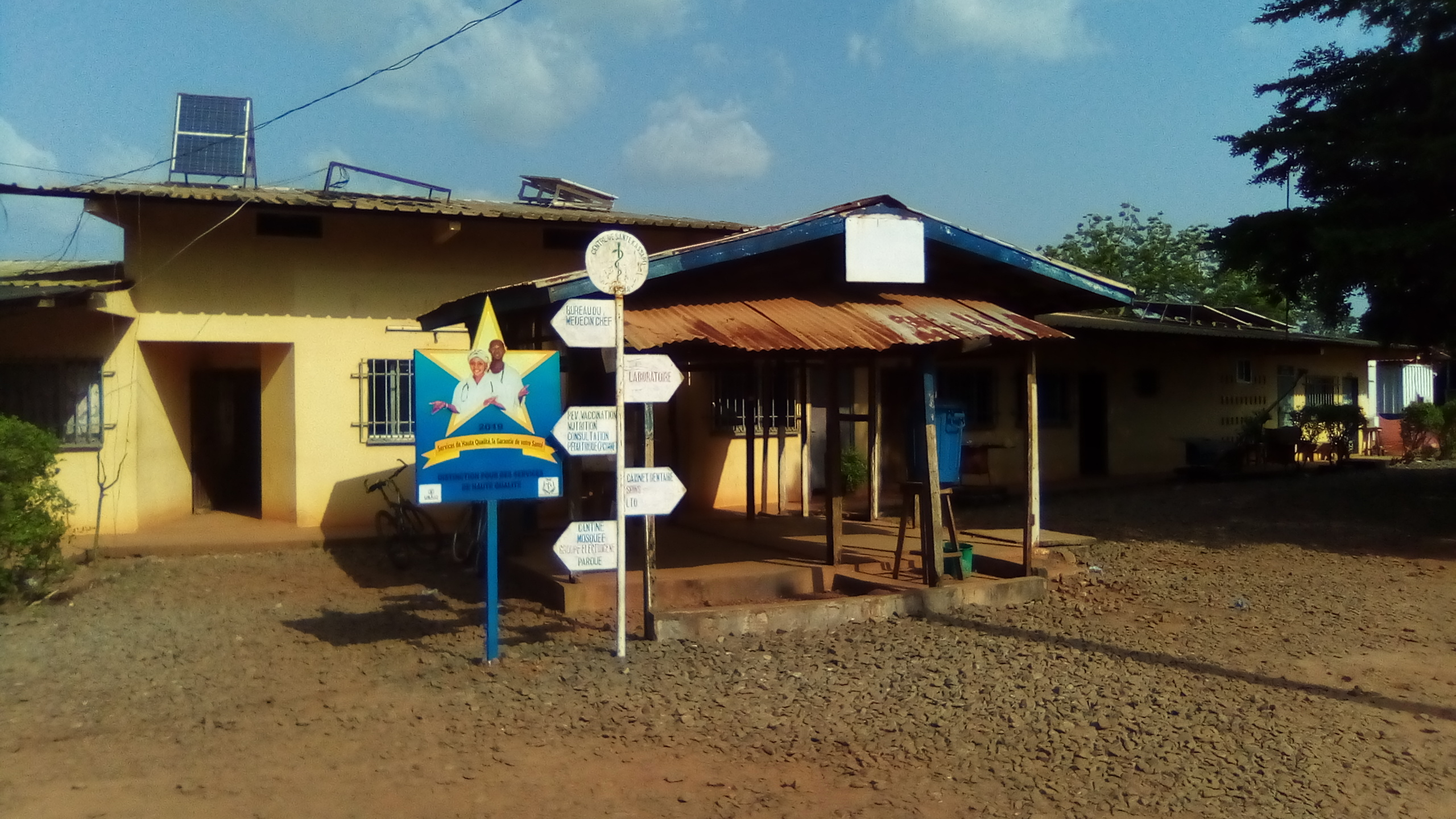

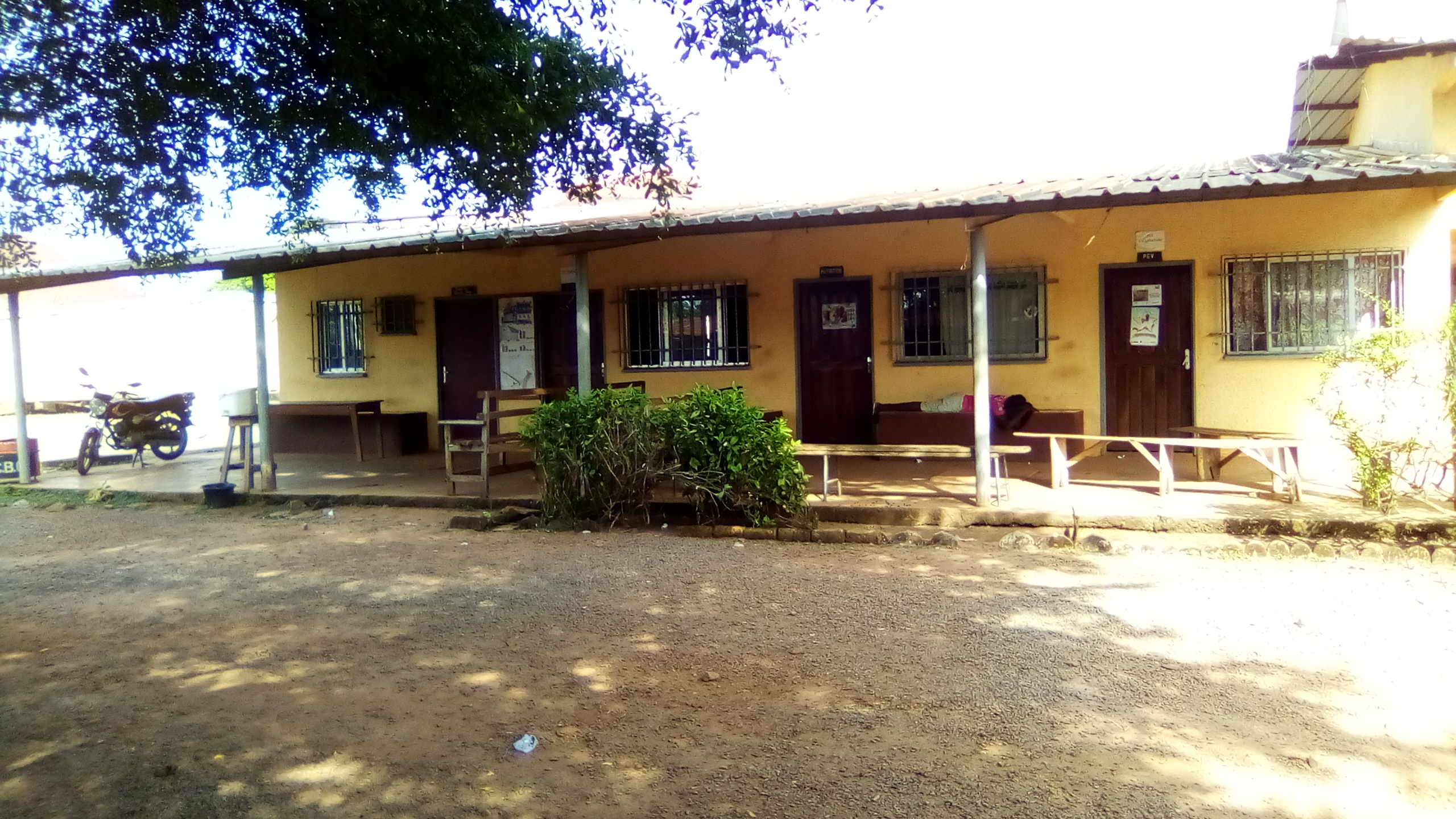

- l’hôpital ANAIM de kamsar ;
- le centre de santé de kassapö.

## Transport
la ville de Kamsar est dotée de plusieurs moyens de transport à savoir le transport routier, ferroviaire, maritime pour rejoindre certaines destinations par les riverains de la ville.

## Religion
Comme dans toute la Guinée, l'islam est la religion majoritaire. Cependant les chrétiens sont plus nombreux dans la région de Boké que dans le reste du pays. À Kamsar, un Conseil œcuménique réunit des représentants des Églises catholique, anglicane et évangélique.
Toutes les communautés religieuses jouent un rôle actif dans la lutte contre la maladie à virus Ebola qui touche la région en 2014-2015.
En 2020, les mesures de confinement liées à la pandémie de Covid-19 en Guinée conduisent notamment à la fermeture des mosquées, une mesure mal vécue par les populations de Kamsar qui manifestent pour leur réouverture.

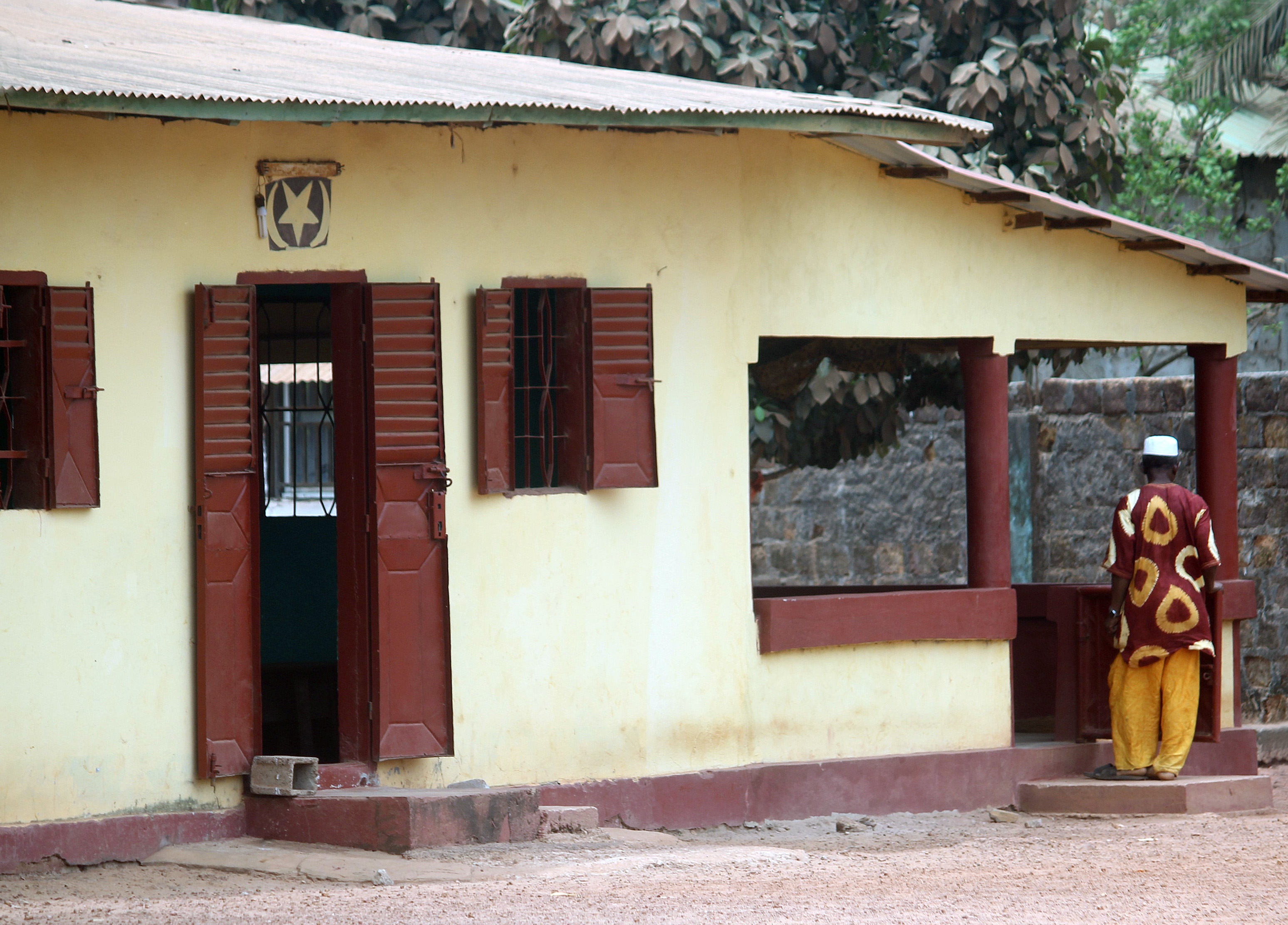
Muezzin devant une mosquée.
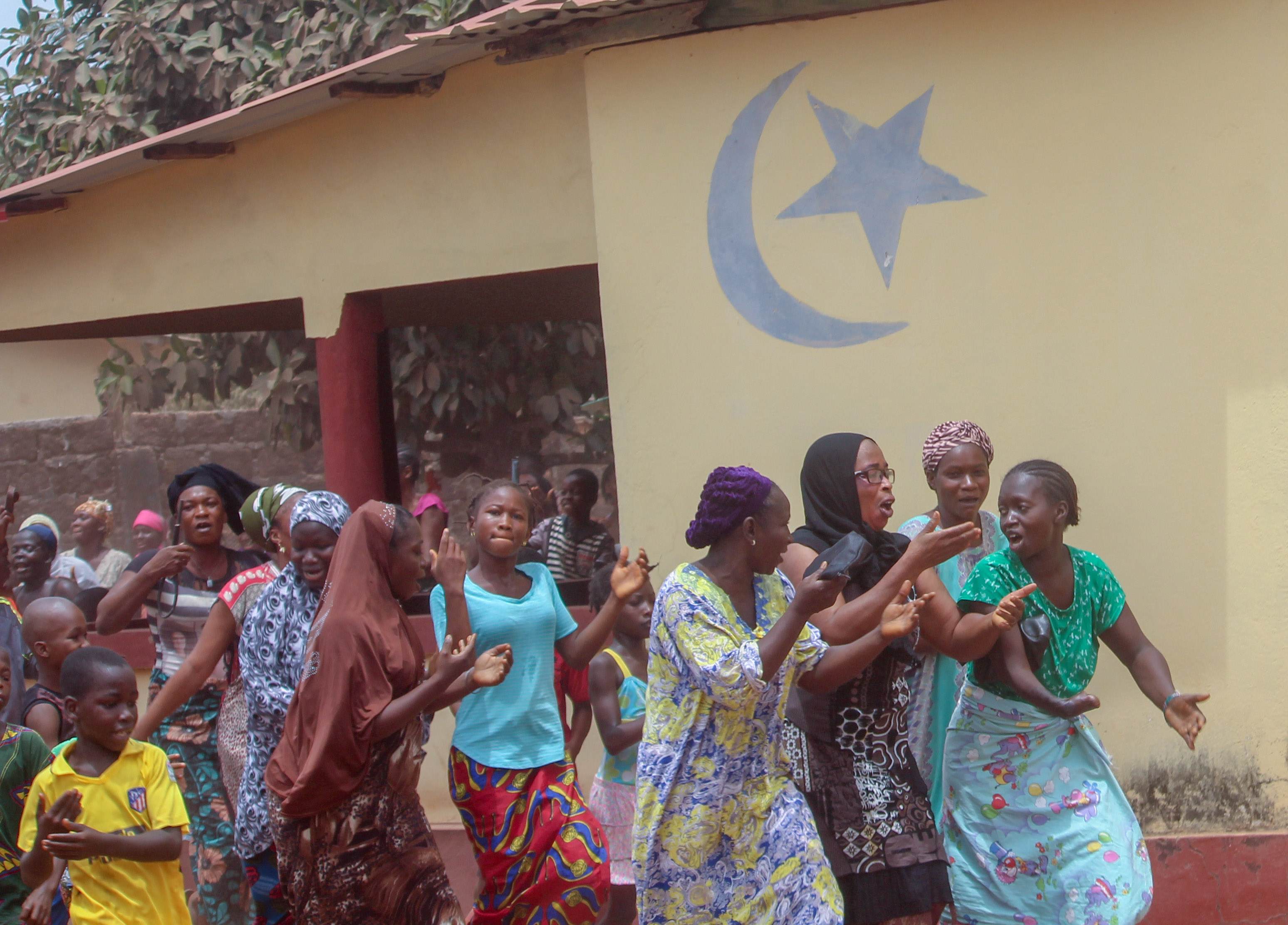
Manifestation pour la réouverture des mosquées, le 13 mai 2020.
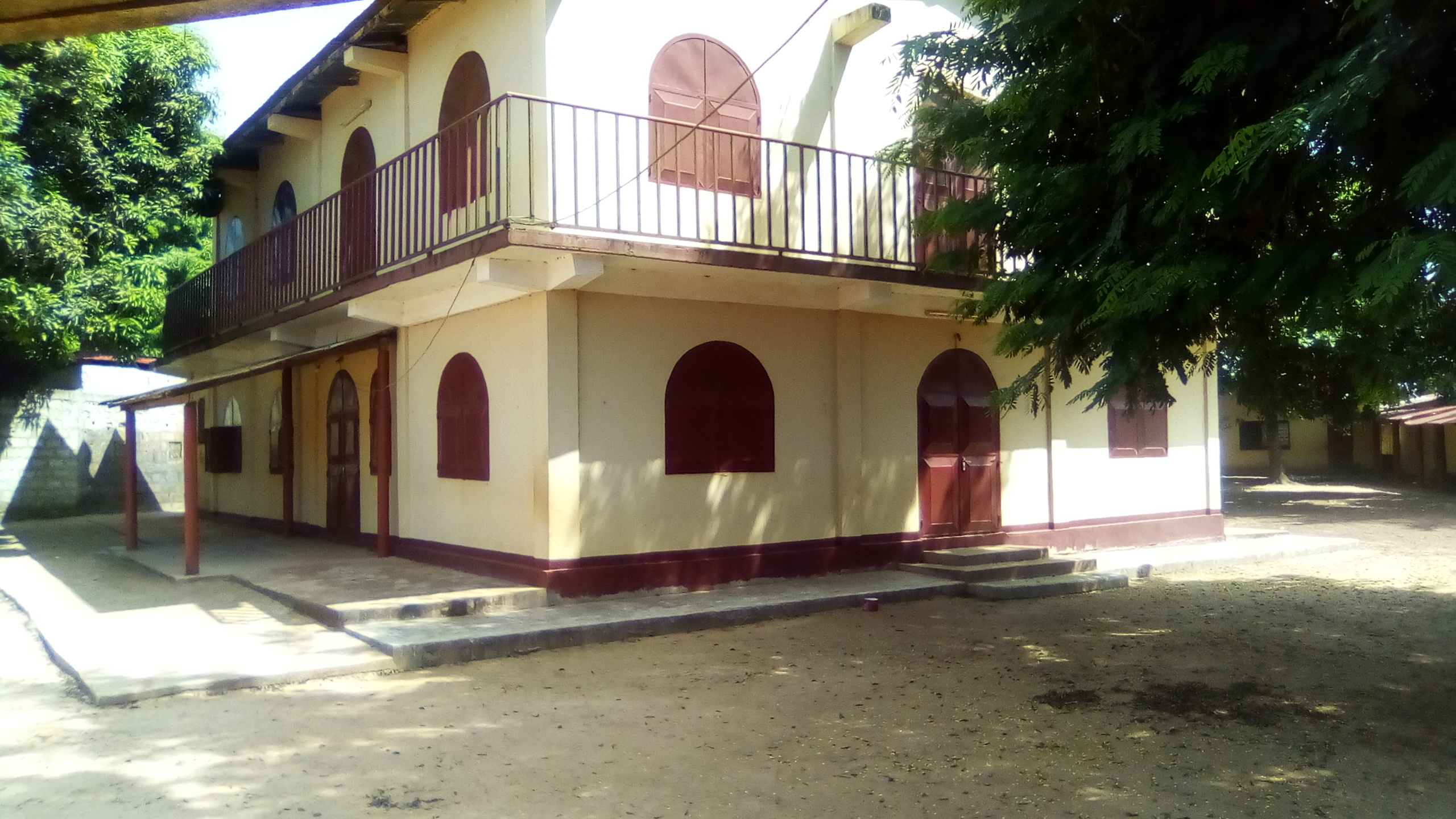
Mosquée Nasrou islam Kamsar

## Sport

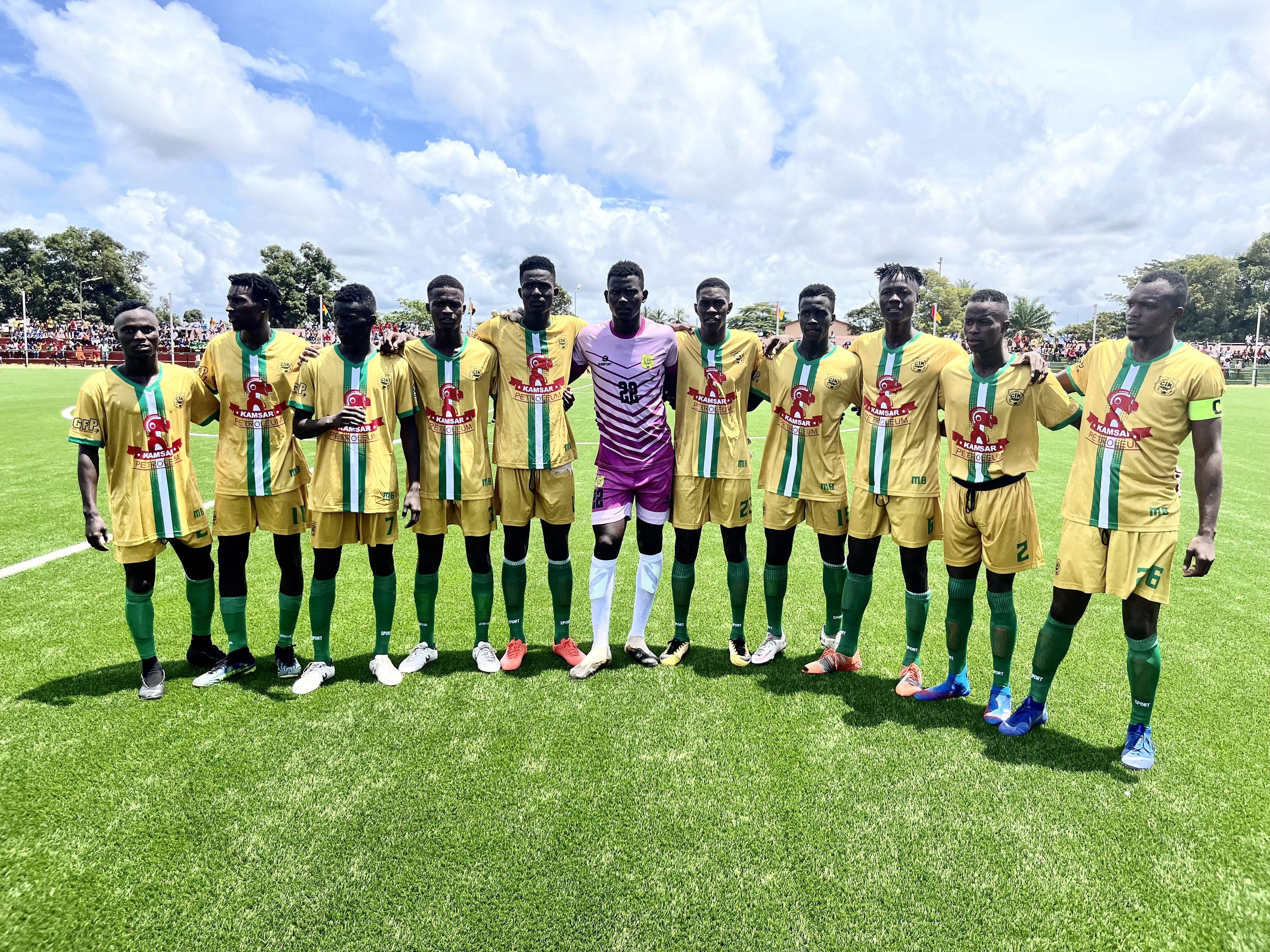
Jeunes footballeurs.

Le principal club de football de la ville est le Club industriel de Kamsar (CIK), sans parler de plus de 60 à 70 clubs informels 

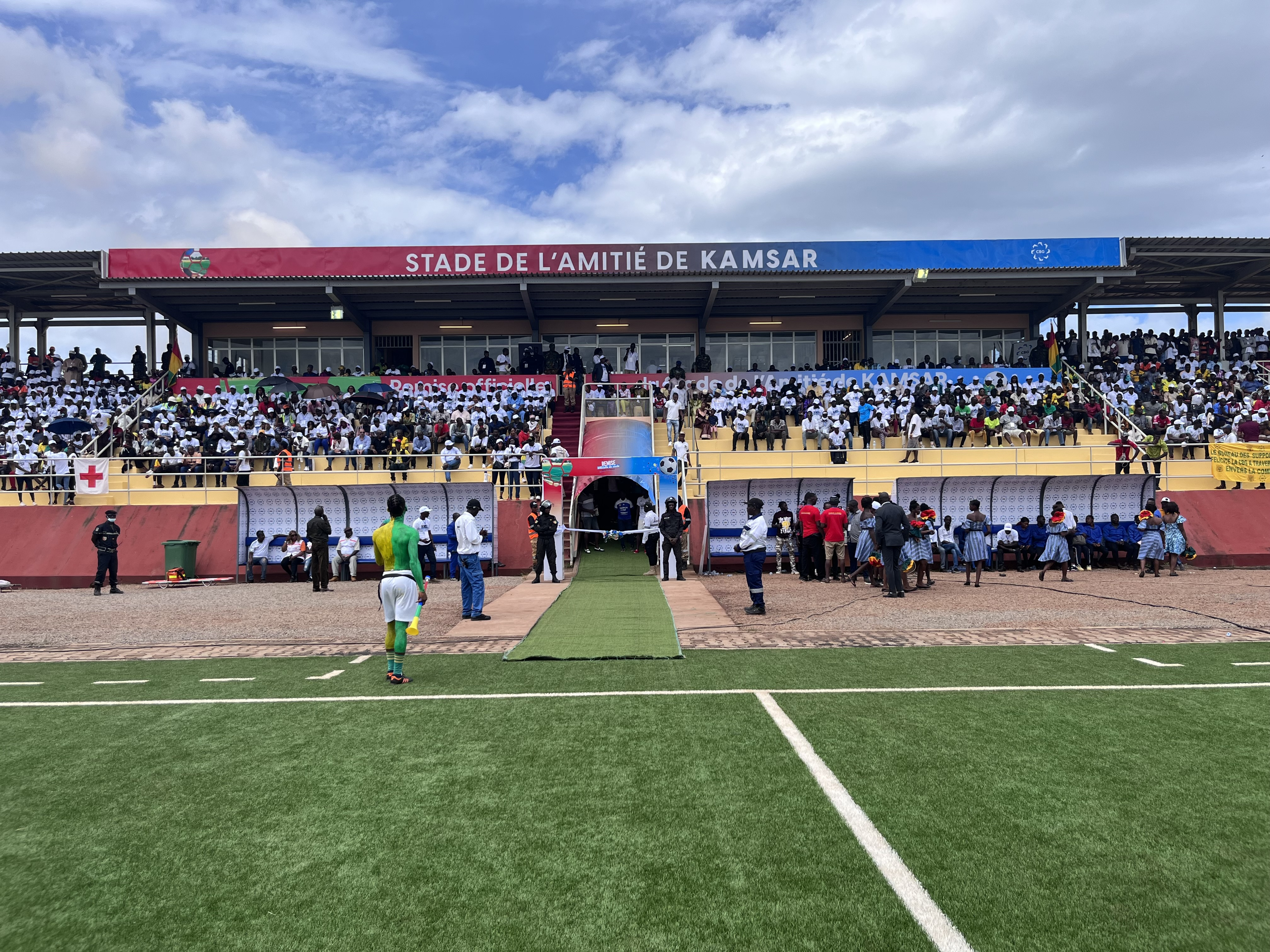

Un grand tournoi de vacanciers est organisé chaque année. 

La ville possède aussi des équipes de basketball, handball, volleyball, tennis.

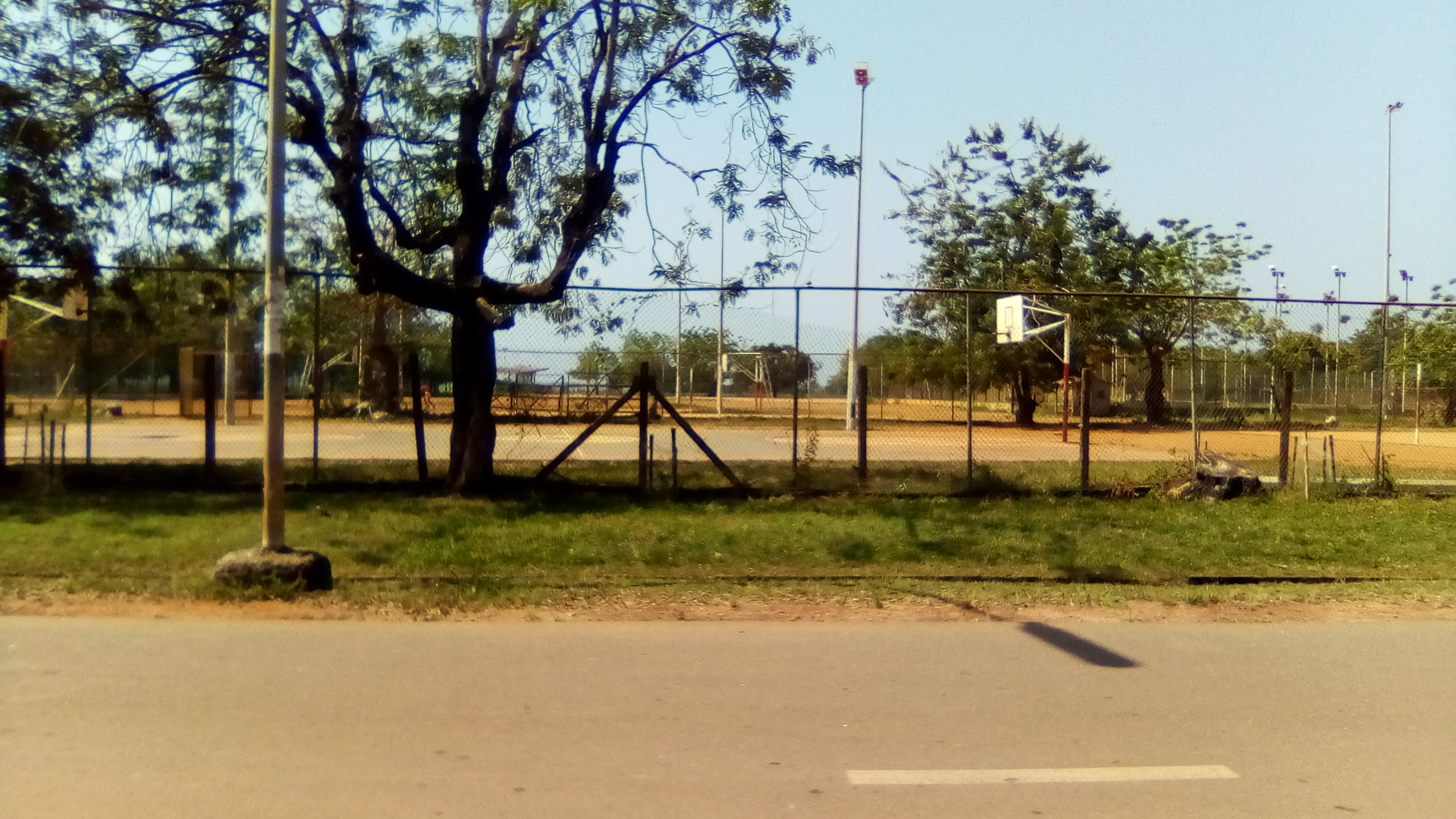

## Médias

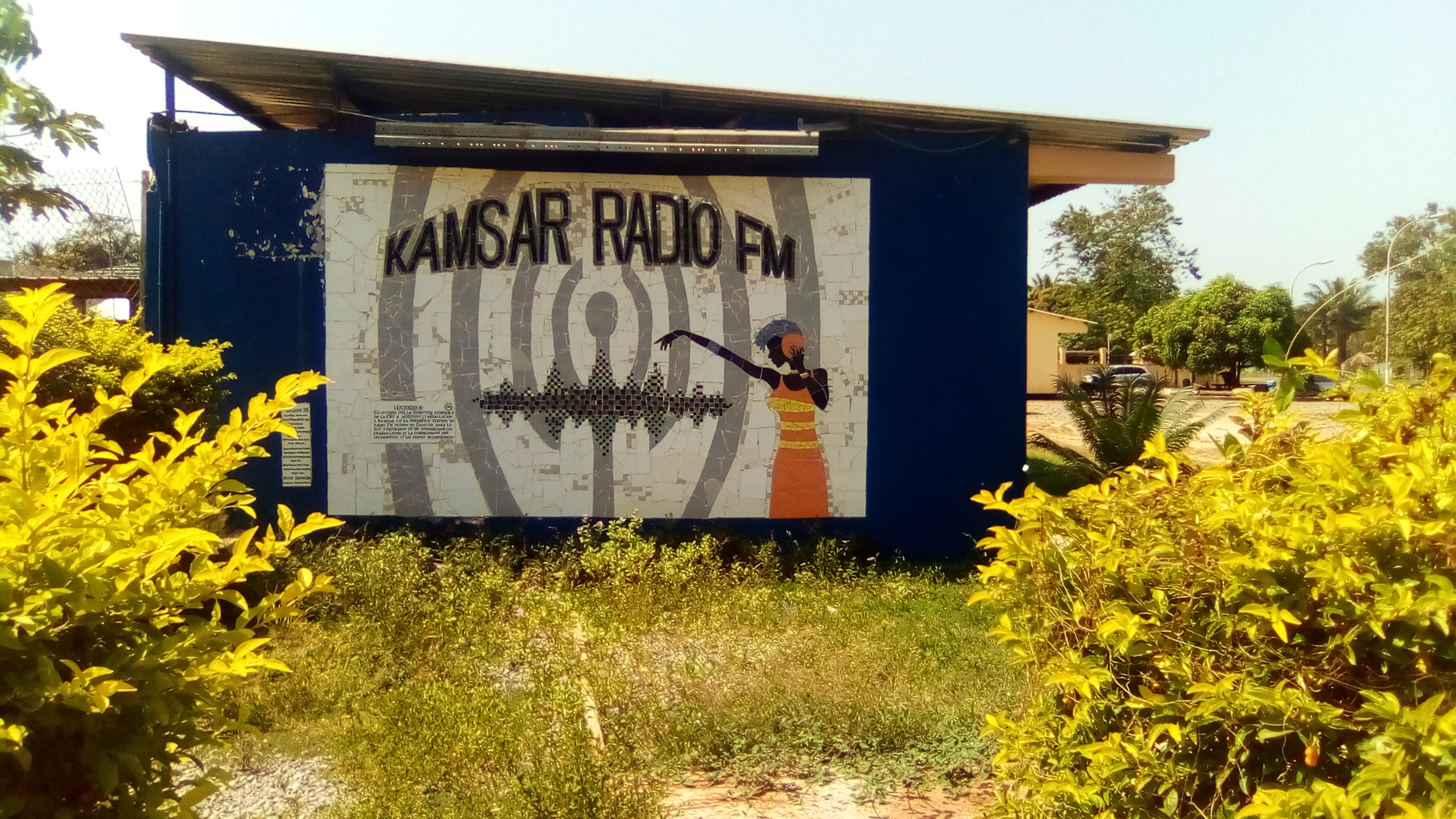

La ville de Kamsar est dotée d'une station de radio provenant de la société de la CBG

## Personnalités liées à la ville
- Abdoulaye Ditinn Camara (1990-), écrivain
- Ibrahima Sory Conté (1991-), footballeur guinéen né à Kayenguissa (Kamsar).

## Notes et références

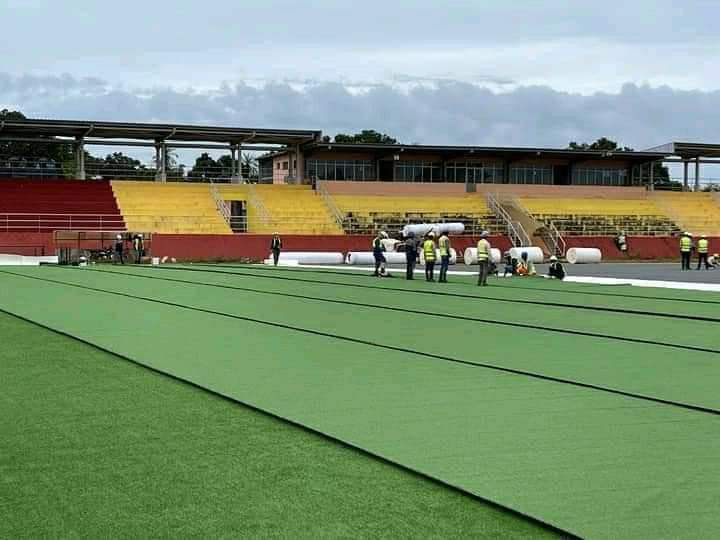
Stade de l'amitié de Kamsar en chantier